# MiG–29
A MiG–29-es (oroszul: МиГ-29; NATO-kódja: Fulcrum) a Mikojan tervezőirodában (OKB–155) a szovjet honi légvédelem számára kifejlesztett kis hatótávolságú elfogó-vadászrepülőgép, amely korlátozottan földi célok támadására is alkalmas volt. A későbbi típusváltozatok már a szárazföldi célok elleni támadásra is képesek. A gép 1986-ban a finnországi Kuopio Rissala légitámaszponton, hat gép látogatásával mutatkozott be a nyilvánosság előtt.

## Történet
1960-ban a szovjetek pályázatot írtak ki egy új típusú kiváló manőverező képességű vadászrepülőgép gyártására. Az új gépek az akkori nyugati F–14, F–15, F–16 és Tornado típusokkal vették volna fel a versenyt. A kiadott pályázatra a MiG iroda egy kisebb méretű egyhajtóműves géppel jelentkezett, amely vonalaiban az amerikai F–15-ösére emlékeztetett. Némileg hasonló, csak nagyobb és kéthajtóműves koncepcióval állt elő a Szuhoj, illetve egy szintén egyhajtóműves megoldással a Jakovlev tervezőiroda. A MiG iroda és azon belül is Rosztyiszlav Beljakov főkonstruktőr javaslatára a koncepciót szétválasztották egy nagyobb honi-elfogóvadász, illetve egy kisebb méretű front-légierős gépre, így hamar kiderült, hogy a Jakovlev tervezőiroda kiesett. Az ő gépük a helyből felszálló Jak–141-es képében öltött testet, amelynek három prototípusából az egyik példányt elvesztették, egy jelenleg is Zsukovszkijban található, egy pedig végleg múzeumba került. A MiG és a Szuhoj, miután a Központi Aero- és Hidrodinamikai Intézettől (CAGI) megkapták az alapvető kialakításra vonatkozó terveket, nekiláttak a munkának.
Többek között áttanulmányozták az F–5E, A–37, C–130, F–4 és F–14 típusokat is.
Mivel ezen nyugati típusok közül az F-15-ös és F-16-osnál szempont volt a nagy manőverezőképesség és tolóerő-tömeg arány, így ezekre helyezték a hangsúlyt. A CAGI mérnökei és kutatói a Nyugat-Európában "színuszos szárnyként" (ld. Concorde) ismert aerodinamikai formát vették alapul, amelybe beleillesztették a Northrop-nál dolgozó Lee Begin LERX (Leading Edge Root Extension) koncepcióját is.
Az eredmény két teljesen hasonló kialakítású, ám eltérő méretű gép volt. A hasonlóság a két tervezőiroda között átmeneti, olykor kisstílű személyeskedésekbe torkolló vitát eredményezett, ám nem sokkal ezek után kiderült, hogy a szintén lekerekített szárnyvégű Szuhoj T–10 nem éri el a megfelelő teljesítményt, így ez utóbbit át kellett teljesen tervezni.
A MiG tervezőiroda gépe – a 9–01-es – Alekszandr Fedotovval a fedélzetén emelkedett először a levegőbe, ekkor még pót-függőleges vezérsíkokkal.
A gépnél megtartották a CAGI által preferált lekerekített előrenyúló szárnytőrészt (LERX), lévén, hogy az amerikai F–14, F–15, B–1A és B–1B típusoknál is ezt alkalmazták, míg a Szuhoj a GD YF–16-os és a Northrop YF–17-esénél látható pengeéles megoldás mellett döntött.
A gép kormányvezérlő rendszere eredendően elektronikusnak készült, ám ez a rendszer bonyolultsága és az akkori szovjet technológiai lemaradás miatt nem volt megvalósítható.
Jellemző, hogy a tervet nem adták fel, hiszen az alaptípus rendszeresítése után pár évvel később megjelent MiG–29M és K verziókban már alkalmazni tudták.
A hajtómű tervezésével a Szergej Izotov vezette leningrádi OKB–117 tervezőirodát (ma: Klimov Gépgyár) bízták meg. A hajtómű létrehozásával kapcsolatban egy érdekes esemény adódott. Történt ugyanis, hogy a programban magát biztos befutónak tekintő Tumanszkij tervezőirodával szemben a vadászgépekhez való hajtóművet az ötvenes évek óta nem készítő Klimov megoldását választotta az illetékes állami bizottság. A Tumanszkijék ugyanis a kívánt mérettartományba beleillő, a MiG-21bisz-ekből is ismert R–25–300-as egyáramú hajtóműveket akarták áttervezni kétáramúra, ami túl azon, hogy nem volt életszerű, meg sem valósult a Klimovnál addig csak helikopterhajtóműveket tervező Izotov RD–33-asához képest. Izotov egy teljesen új, szovjet viszonylatban igencsak progresszívnak számító konstrukciót alkotott. Megoldásai annyira előremutatóak voltak, hogy Izotovot személyesen felkereste az akkor már akadémikusi tekintélynek örvendő idős Arhip Ljulka, hogy segítsen a csapatának megoldani a vibrációs problémákat a legújabb hajtóművükön az AL–31F-en. Ljulka nem magához kérette a csupán csak mérnök Izotovot, hanem elküldte hozzá Leningrádba hat emberét, hogy nála szerezzenek ismereteket. Csakhogy a szovjet ipar nem volt felkészülve egy új, nagy fajlagos tolóerejű, ám alacsony fajlagos fogyasztású, modern kétáramú gázturbinás sugárhajtómű előállítására. A kívánt paraméterek fenntartása az élettartam rovására ment. Kezdetben az első komolyabb problémák egy konstrukciós hibából eredtek. A csapatpróbát végző állomány pilótái sorozatos rosszullétre panaszkodtak, ami közel ájulási helyzeteket is eredményezett. Elterjedt, hogy e repülőgép "mérgező". Ennek a problémának a feltárásán maga Izotov is részt vett és csakhamar rájöttek, hogy a kabin kondicionáló rendszerébe a hajtómű kompresszorából elvezetett megcsapolt levegő a hőtől párolgó olajjal keveredik, amelynek toxikus hatása vezetett a levegőbeni rosszullétekhez. Később más problémákra is fény derült. A vibrációtól a hajtómű tüzelőanyagrendszerének csővezetékei eltörtek és ez nem egy esetben tűzhöz, illetve volt, hogy katasztrófához is vezetett.
Az elektronika is komoly gondot okozott a szovjetek számára, kezdetben a MiG–23MLD radarja volt a gépben. A radar hatósugara rövid volt, nem volt alkalmas földi, földközeli célpontok leküzdésére.

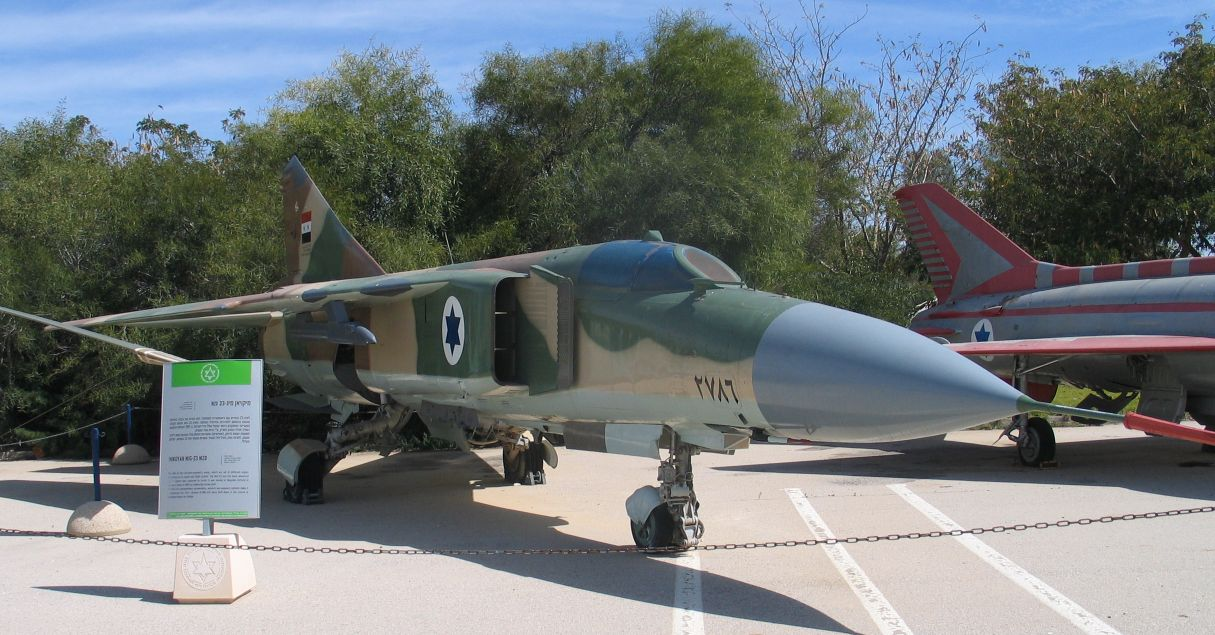
… és a szintén öreg MiG–23-as

Az első prototípus 1976-ban készült el, majd a prototípusok elkészülte után, a berepülési idő csökkentése érdekében kiadtak egy 20 darabos nullszériát is. A nullszéria gépei egy-egy rendszerteszt elérésére voltak hivatva. Voltak a hajtómű, a lokátor, a tűzvezető rendszer és a fegyverzet tesztelésére készült példányok is. Az 1970-es évek végén több gép lezuhant hajtóműhiba miatt. A próbarepülések adatait összevetették, így kialakult a végleges sorozatgyártásra alkalmas gép. Az első példány 1983-ban készült el, majd innentől fogva folyamatosan váltották fel a MiG–21-eseket. Alekszandr Fedotov 1984-es, MiG–31-essel történt katasztrófája után a típus fő berepülőpilótája Toktar Aubakirov és Valerij Menyickij lett. A gyártás alatt folyamatosan korszerűsítették az egyes elemeket. Így alakultak ki a különböző típusai ennek a vadászgépnek.
A típust először a finnországi bemutató után 1989-ben az ukrán származású Anatolij Kvocsur mutatta be, aki korábban a Légierő őrnagya volt, majd a "műholdvadász" MiG–31D program beszüntetésével került át a 29-es bemutató csapatába, képességei és nem utolsósorban angol nyelvtudása miatt. Társa Roman Taszkajev lett. Az első külföldi bemutatórepüléseken bizonyították a típus rendkívül rövid felszállási úthosszát, fordulékonyságát, nagy állásszögeken tapasztalható vezethetőségét is. Továbbá Kvocsur 1989-ben Párizsban megmutatta a K–36DM katapultülés képességeit is, lévén, hogy gépe a nagy állásszögű, lassú repülés demonstrálása közben a jobb oldali hajtómű váratlan meghibásodása miatt kis magasságon, jobbfordulatú dugóhúzóba perdült és lezuhant.
Kvocsur ezután a Szuhojhoz ment át, helyét Roman Taszkajev vette át. Manapság a MiG–29-es bemutató-berepülő pilótái közül meg kell említeni Mihail Beljajevet, Pavel Vlaszovot.
Az igazsághoz az is hozzátartozik, hogy a Mig-25 már repült az '60-es évek végén. Felépítése a világon először tartalmazott a fő test két oldalán gázturbinát, 2,4 Mach sebességgel, korlátozva az amortizáció miatt kb. 1,8 Mach-ra. Dupla függőleges vezérsíkkal rendelkezett. Ezzel egy orosz pilóta 1976-ban Japánba szökött, ott az amerikaiak szétszedték majd visszaadták a gépet. Már 1970-re megtervezték az USA-ban az F-15-öst, a test két oldalán gázturbinával, dupla függőleges vezérsíkkal. Ezen Mig-29 elődtípussal, a Mig-25-tel a '60-évek tájékán (a pontos dátum nem ismert) gyakorlatképpen hosszában repültek keresztül Izrael Állam területe fölött, többször is. Nem történt légi incidens, bár a sértett fél megpróbált hárítani, de nem érték utol a Mig-25-öt. Szemből is volt próbálkozás, de semmilyen sikert nem értek el. Később abbamaradt a Mig-25 ilyen gyakorlatozása.

## Szerkezeti felépítése és berendezés
- Hosszúság: 17,32 m
- Fesztáv: 11,36 m
- Magasság: 4,73 m
- Tankolható üzemanyag: 4300 kg
- Maximális fegyverterhelés: 3000 kg
- Maximális szállítótömeg: 1772 kg
- Hajtómű típusa: Klimov/Szarkiszov RD-33
- Hajtóművek száma: 2 db
- Hajtómű teljesítménye: 83 kN0
- Maximális sebesség: 2400 km/h, 1500 km/h
- Szolgálati magassági határ: 18 000 m
- Szolgálati hatósugár: utazómagasságban: 1500 km, földközelben: 700 km
- Személyzet: 1: UB, 2: UBT

## Avionika és fegyverrendszer

### Fegyverzet

#### Légiharc-rakéták
p-27p p-73 p-60m

#### Földi célok elleni rakéták
Kh-25ML és variánsai

## Típusváltozatok
- MiG–29B – Az első szériaváltozat. Növelt csűrő- illetve oldalkormány jellemzi, valamint egy új rádiólokátor. 9–12A gyártmányjelöléssel a Varsói Szerződés és az orosz frontlégierők, 9–12B gyártmányjelöléssel a közel-keleti, illetve az indiai és a jugoszláv légierő részére készült. A 9–12B, amelynek besugárzásjelző rendszere, illetve a lokátor zavarvédelme eltér a 9–12A-hoz képest, egyéb téren megegyezik az A típussal.[1]
- MiG–29UB[2] – Kétüléses harci gyakorló gép, fedélzeti rádiólokátor-állomás nélkül. Fegyverzete a lokátorvezérelt légiharcrakéták kivételével az együléses harci változatéval azonos. Gyártmányjelzése 9–51.[3]
- MiG–29G – A keletnémet légierőből átvett és a német légierőnek (Luftwaffe) átalakított MiG–29B-k és UB-k (G, mint Germany). NATO kommunikációs berendezéseket építettek be és a hajtóműveket leszabályozták, hogy ezzel megnöveljék az üzemidejüket. A gépek többször is repültek az amerikai RED FLAG és GUNSMOKE légierő-gyakorlatokon, mint agresszor-gépek.
- MiG–29SZ – 1985-ben állították hadrendbe, exportra nem készült, lokátorának zavarvédelme nőtt, nagyobb tüzelőanyag-kapacitással látták el (gerinctartály növelése). Gyártmányjelzése 9–13 lett. Ebbe az altípusba integrálták a Vimpel RVV–AE (R–77, NATO-kód: AA–12 Adder) levegő-levegő rakétáját. Elsőként a Szovjetunió határain kívül, 1986 júliusában az NDK, majd augusztus 14-én Magyarországon, Kiskunlacházán jelent meg a 14. gárda-vadászrepülő ezred állományában, 5 darab együléses érkezett aznap (kék 01-05 oldalszámok). Három szovjet ezred repülte ezt az altípust Magyarország felett: a 14. gárda-vadászrepülő ezred (Kiskunlacháza, összesen 32-34 darab – 29SZ, majd 1989 végén 2 darab – 29UB, kék oldalszámozásúak), az 515. vadászrepülő ezred (Tököl-Halásztelek, 1987. december 3-án kapta az első 7 darabot, majd összesen 48 darab MiG–29SZ, 1988. január 12-től 6 darab – 29UB volt az állományukban) és az 5. gárda-vadászrepülő ezred (Sármellék-Zalavár, 1989. augusztus 4-5-től 19 darab MiG–29SZ, és 1 darab MiG–29UB, piros oldalszámozásúak voltak). Utóbbi állományát és gépeit 1989 novemberében átirányították az NDK-beli 787. (Finow) és 773. (Damgarten) vadászrepülő ezredbe. 1990 februárjában az 515. ezred állománya gépeivel Sármellékre települt, ekkor beolvadtak az 5. gárda-ezredbe, ezred-törzsüket kivonták az országból. 1990 szeptemberében két századuk repült el, majd a maradék század 17 darab gépe 1990. október 4-én hagyta el Sármelléket, hogy beolvadjanak a 927. és a 61. vadászrepülő ezredbe (a Minszk melletti Bjaroza és Martinovka repülőterekre). Sármelléket 1990. október 20-án adták át a magyaroknak. A legutolsó egységek, a 14. gárda-vadászrepülő ezred gépei, 1991. április 22-én hagyták el Kiskunlacházát, 38-39 darab géppel, Zserdevkába települtek. Kiskunlacháza-bázist május 20-án adták át a magyaroknak.

1990. augusztus 18-19-én a 14. gárda-vadászezred két gépe vett részt a kecskeméti repülőnapon (a kék 01-es MiG-29SZ és a kék 70-es MiG-29UB), többek között az Amerikai Légierő (USAF) Spangdahlemben állomásozó 52. Harcászati Vadászezredének 480. Harcászati Vadász-századából (52nd TFW/480th TFS) 2 darab F-16C Fighting Falcon-nal randevúztak.
Exportja csak használt gépként valósult meg, a 'lacházi gépeket Peru légiereje kapta meg, ezenkívül még Malajzia rendelkezik egy ezrednyi példánnyal.
- MIG–29K – Repülőgép-hordozón történő üzemeltetésre kifejlesztett változat. 1988-ban repült először, Taktar Aubakirov berepülőpilótával. Növelt teljesítményű RD–33K hajtóművekkel, analóg elektromos Fly by Wire kormányrendszerrel, nagyobb vízszintes vezérsíkkal, javított LERX-szel, nagyobb gerinccel, növelt fesztávú és húrhosszú felhajtható szárnnyal. Csak két prototípus készült, 311 és 312 oldalszámmal.[7]
- MiG–29KV – 1984-től repült pár példány, ismertetőjele a Szu–27-esekére emlékeztető pótvezérsík. Ugrósánc-kísérletekre használták. Pótvezérsíkos MiG–29-es állomásozott az egykori NDK területén is, Damgartenben.
- MiG–29KU – Kétüléses harci gyakorlógép, megvalósulása az indiai haditengerészetnek köszönhető.

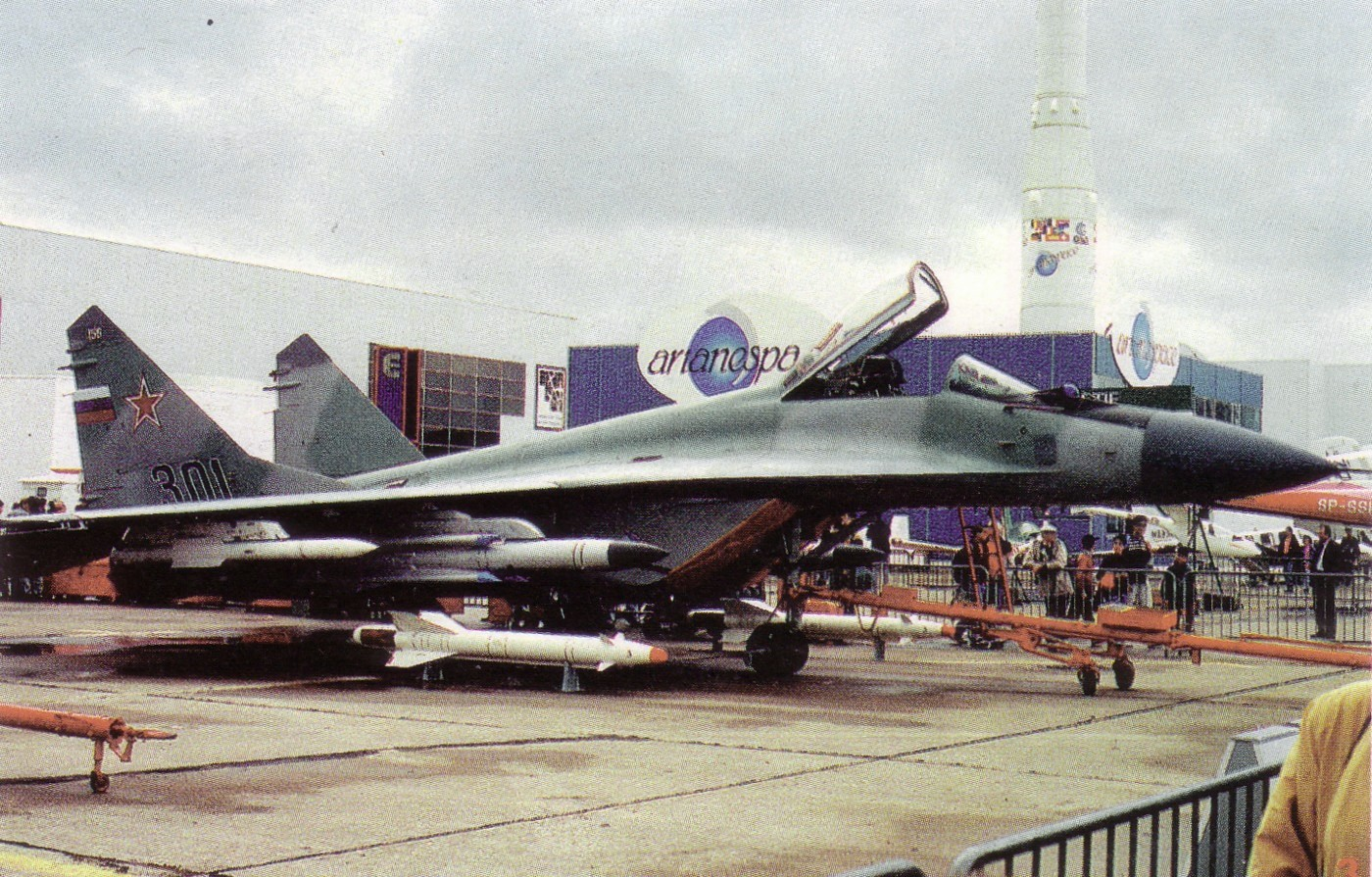
Az M az 1993-as párizsi Le Bourget légiszalonon

- MiG–29M – A MiG–29K-hoz hasonlóan analóg elektromos kormányvezérlőrendszert, nagyobb vízszintes vezérsíkokat, javított LERX-et kapott gépből csak a 151, 152, 153, 154, 155 és 156-os jelzésű példányok készültek el. Növelt levegőátfutású RD–33K hajtóműve 500 kp-al nagyobb tolóerő leadására volt képes, a gép azonban csak orsózó szögsebesség és állásszög viszonylatában múlta felül az alaptípust. A MiG–29K-hoz hasonlóan ezen a gépen is szárnyanként négy fegyvertartó van, a fegyverzetet kibővítették a földi célok elleni irányított rakéta- és bombafegyverzettel is, a K-hoz hasonlóan behúzható légiutántöltő cső került beépítésre. Nyugaton 1992 és 94 között csak a 156-os példány járt bemutatórepüléseken, rendszerint Valerij Menickij MiG fő-berepülőpilótával a fedélzetén. A gépeket ezután a program 1993-as törlését követően leállították.[8] A 154-es és 156-os típust a 90-es évek legvégén reaktiválták és teljesen átalakították.
- MiG–29M2/MRCA/MiG–35 – A 154-es gépből minden eddiginél modernebb kabin hozzáadásával egy új kétüléses gépet alkottak, amelyet kezdetben MiG–29MRCA és -M2 néven is ismerünk. Újabban MiG–35 néven fut a program.[9] Négycsatornás digitális FbW (Fly by Wire) kormányvezérlőrendszer és az RD–33K-n alapuló RD–33–3M hajtóművekkel felszerelt vadászbombázó 2001 óta repül. Új, pengeéles az előrenyúló szárnytőrész, új a függőleges vezérsíkjai között elhelyezett törzsféklap, valamint a kabinszélvédő jobb oldala előtt a KOLSZ helyett OLSZ berendezés került és a megnövelt teljesítményű hajtómű miatt nagyobbak, sarkosabbak a beömlő-nyílások. A felső "kopoltyúk" ennél az altípusnál sincsenek kialakítva. A gép már képes levegőben való utántöltésre.

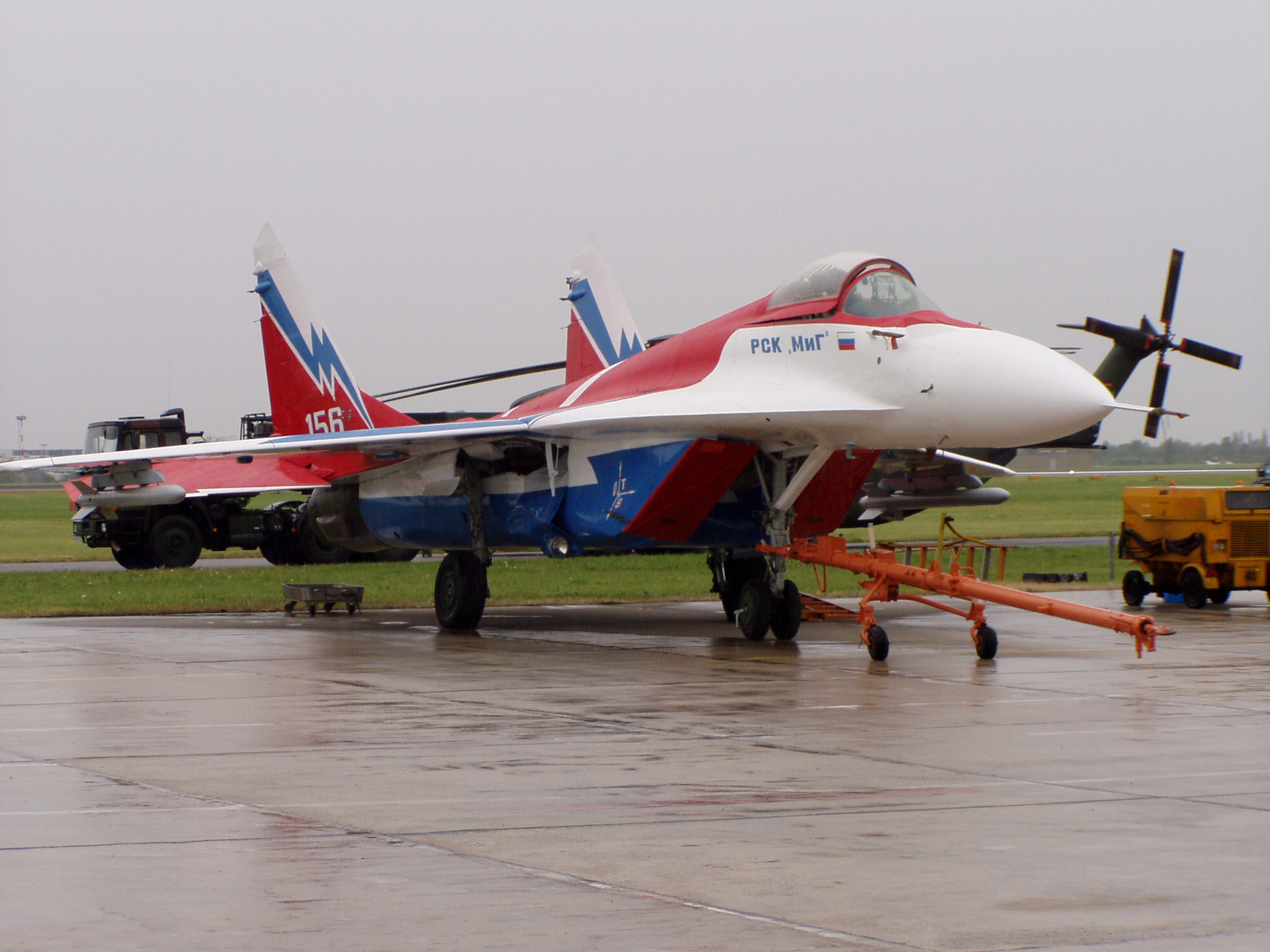
A 156-os oldalszámú MiG-29OVT a berlini ILA 2006-on

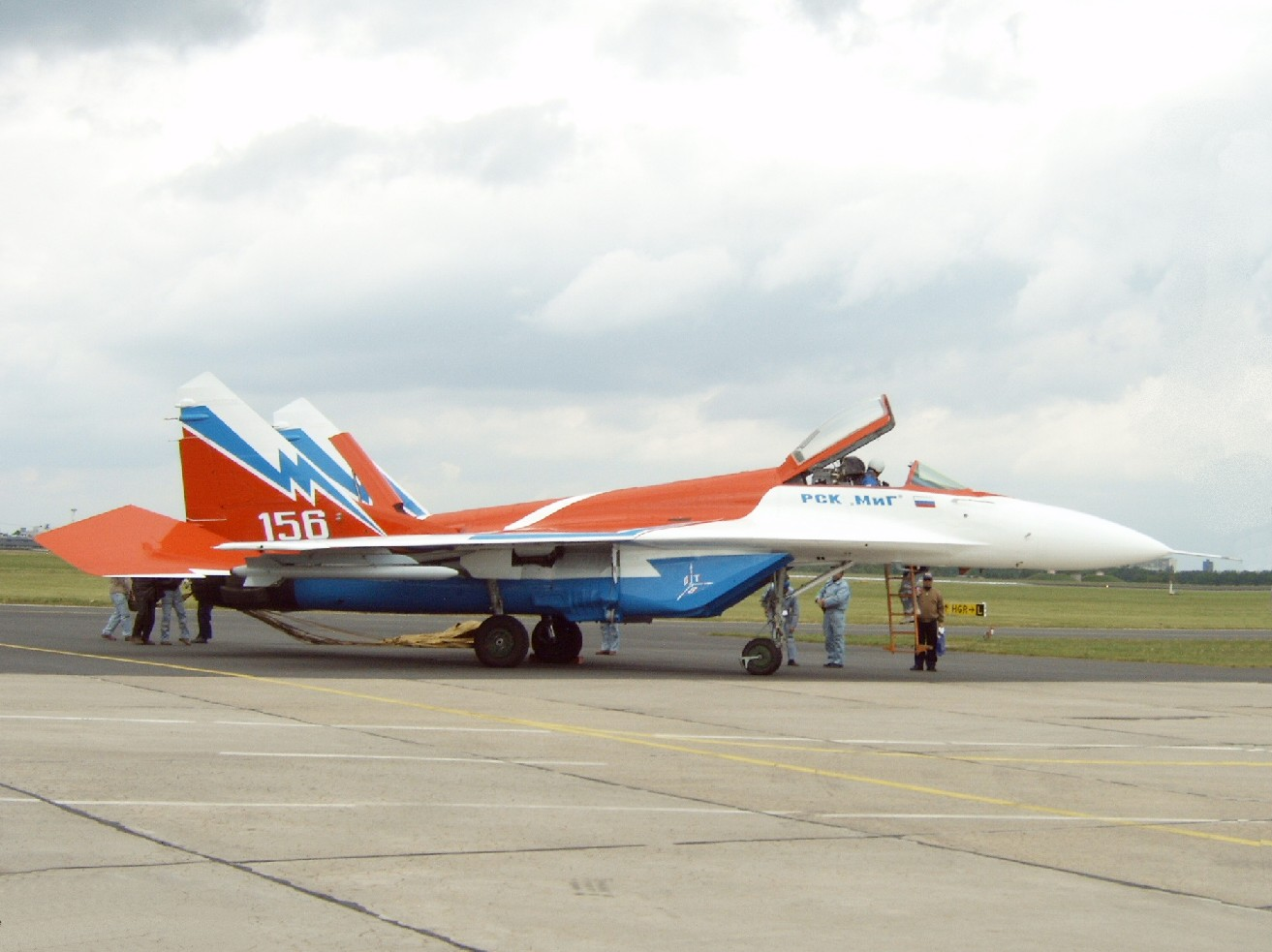
A 156-os oldalszámú MiG-29OVT a berlini ILA 2006-on

- MiG–29OVT – A 156-os gép MiG–29OVT[10] néven jelent meg újra a nyilvánosság előtt. A gépet a 2001-es MAKSZ-on még szárnyvégekre szerelt R–73-as indítókkal, az eredeti háromdimenziós tolóerővektor eltérítéses fúvócsövekkel és sötét festéssel lehetett megszemlélni a statikus soron, de 2003-ban már az új festés, az eredeti szárnyvég kialakítás és az új, hosszabb TVC (OVT) fúvócsövekkel volt látható, egyelőre csak a földön. A gép 2005-ben jelent meg a levegőben is a nyilvánosság előtt Pável Vlaszovval a kabinjában. Hajtóműveinek típusjele RD–133 vagy RD–33MK, tolóerejük látványosan nőtt az alaptípus 83 kN-os teljesítményéről 90 kN-ra. A gép manőverezőképessége egyedülálló, bár egyelőre csak technológia-demonstrátor.
- MiG–29N – Malajzia légierejének szállított verzió.

## Modernizációs programok
A Sniper program
Az izraeli El-Op (Elbit Systems Electro Optics – Elop Ltd.) kifejlesztett egy korszerű HUD-ot, melyet a típusban is alkalmazni lehet. Valószínűsíthető, hogy ezt a HUD-ot építették be a román Sniper programban, azonban végül a rendszeresítés anyagi okok miatt nem realizálódott (a MiG–21 Lancer program realizálódott).
A német MAPS (MiG Aircraft Product Support GmBH) 1999 végén és 2000 elején szándéknyilatkozatot írt alá a bolgár TEREM SHC-val (1999. december 2.) és a román Aerostar-ral a két ország meglévő MiG–29-eseinek korszerűsítésével és NATO-szintre fejlesztésével kapcsolatban. A bolgárok végül sikeresen befejezték a programot (RSZK MiG/EADS), a románok azonban 2002-ben kivonták a típust, az egyetlen átépített gépet, a 67-est visszaszerelték eredeti állapotra, majd a Mihail Kogalniceanu légi támaszponton kiállították.
2000–2001-ben Magyarországon is felmerült a MAPS általi modernizáció, azonban korrupciós botrányok (amit információtitkosítás követett) miatt ez meghiúsult, majd 2002 októberére az RSZK MiG csupán üzemidő-hosszabbításra vállalt szerződést, amit Kecskeméten végeztek el (ld. a magyarországi üzemeltetés alfejezetet).
A Szlovák Légierő 2005 és 2010 között a Csehszlovákiától megörökölt gépállományából tíz A-t és két UB-t nagyjavíttatot, illetve kommunikációs és karbantartásbeli fejlesztéseket hajtatott végre (pl. TACAN antenna a kabin mögötti gerincen). Új típusjelet is kaptak: MiG–29AS és MiG–29UBS.
A délszláv konfliktusok után 2007–2008 között a Szerb Légierő is felújíttatta megmaradt gépeit (4 darab A és 1 darab UB) az RSZK MiG-gel, ami időszakos nagyjavítást és kommunikációs képességekbeni modernizációt takart.
A 2010-es évek elején India és Lengyelország döntött a meglévő állomány egy részének modernizálása mellett.

## Megrendelő és üzemeltető országok

### Algériai Légierő
Fehéroroszországtól és Ukrajnától vásároltak körülbelül 40 darab Fulcrumot 1998-tól, amit a túltöltött 3. légiezred állományába soroltak, két alegységbe. Szolgálatba állásuk után nem sokkal 2 darab UB összeütközött, legalább egy hajózó meghalt a négyből. A gépek közül több széles gerincű SZ-altípus. Szu–30-asokat is teszteltek. 2006 márciusában megrendeltek 36 darab új építésű MiG–29SZMT-t és UBT-ket. Az SZMT-k átadása 2006 decemberében megkezdődött.

### Bangladesi Légierő
Banglades légiereje 6 darab együléses MiG–29A-t és 2 darab UB-t állított hadrendbe.

### Bolgár Légierő

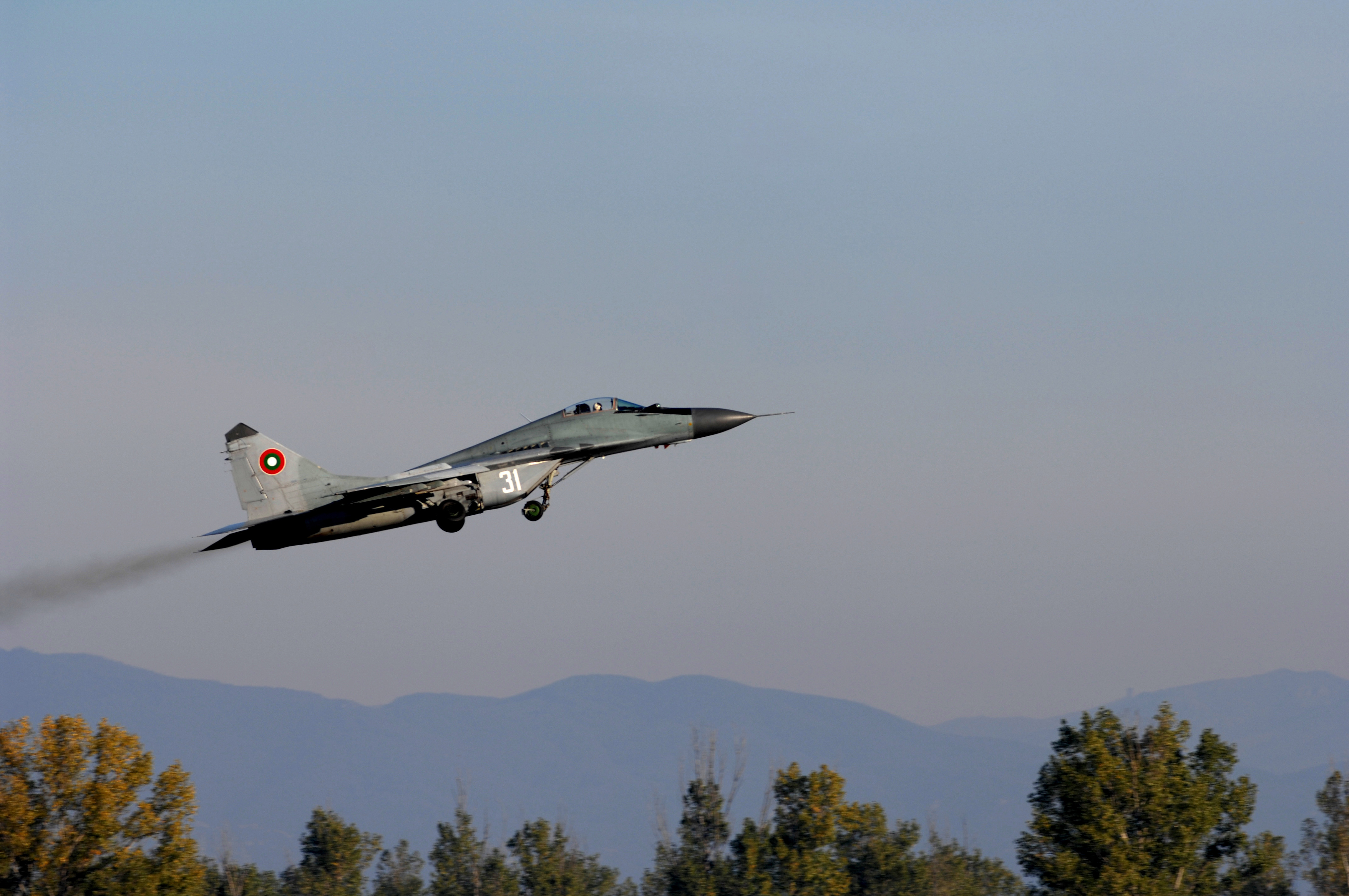
Bolgár MiG–29 felszállás után

Az 1980-as évek második felében rendeltek a típusból 22 darabot, melyek közül az első tizenkettő (15-től 22-es oldalszámig együléses A és 01-től 04-ig négy kétüléses UB) 1989 júniusában érkezett meg a gyárból. A megrendeltekből 4 darab kétüléses volt. 1994–1995-től a géppark nagyobb része a földre kényszerült, többségük 15 évig nem is emelkedett a levegőbe. 2000-ig a Fekete-tenger melletti Ravnec légibázison települtek, majd haderőreformjuk egyik lépéseként (bázisbezárások) 2000–2001-ben áttelepültek a közép-bulgáriai Graf Ignatievo-i légibázisra (ICAO: LBPG). 2002 elején írtak alá keretmegállapodást 16 darab gép (12 darab A és 4 darab UB) modernizálására az RSZK MiG-gel és az EADS-al, amely program 2006 márciusában kezdődött el. 2007. november 29-én adták át az első modernizált MiG–29A-t. A modernizálás élettartam-növeléssel is együttjárt, ezzel a 16 gép élettartamát 4000 repült óra fölé sikerült tolni. 2008 márciusában az első 6 darab szolgálatba állt, a többi 10 gép az azt követő 12 hónapban fog.
Oldalszámok:

9–12A (18 darab): 15 – 32.
- A 25-ös oldalszámú 1994. szeptember 29-én lezuhant.[16][17]

9–51 (6 darab): 01 – 04. Később vettek még két UB-t: 12 és 33

### Csehszlovák Légierő
Az 1980-as évek második felében Csehszlovákia rendelt 40 darab MiG–29-est, amelyből 1989-ben megkaptak 18 darab együléses harci és 2 darab kétüléses oktató változatot. A Szovjetunió felbomlása miatt a többi gépet a MiG MAPO már nem tudta leszállítani. Csehszlovákia kettészakadása során – 1993. január 1. – az addig közös haderőt is megosztották: a nagyobb területű Csehország a fegyverzet kétharmadát, Szlovákia pedig az egyharmadát tartotta meg (kivételt ez alól a MiG–23 és a MiG–29 típus képezett).

#### Cseh Légierő
A felosztott haditechnikai állományból a szlovákok átadták a rájuk eső MiG–23-asokat, helyettük a MiG–29-flotta felére tartottak igényt. Ezért a cseh légierőnél 9 darab MiG–29A és 1 darab UB maradt. Ezeket a csehek üzemeltetési problémák miatt 1996-ban átadták a Lengyel Légierőnek és cserébe azonos mennyiségű (10 darab) lengyel gyártású W–3 Sokół többfeladatú helikoptert szereztek.
Oldalszámok:

9–12A (9 darab): 4012, 5414, 5616, 5918, 7702, 9207.
9–51 (1 darab)

#### Szlovák Légierő

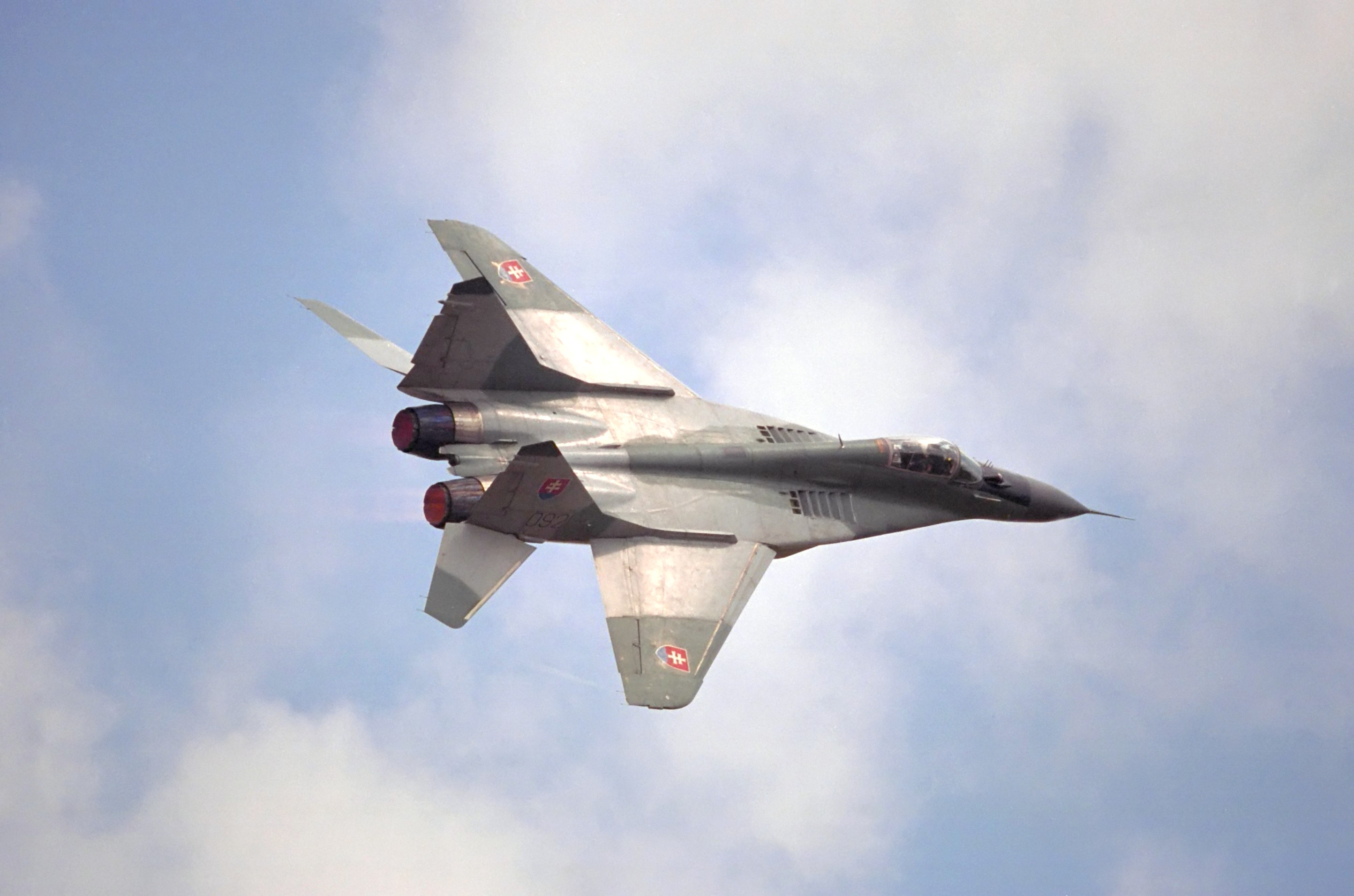
Szlovák MiG–29 még a régi kamuflázzsal

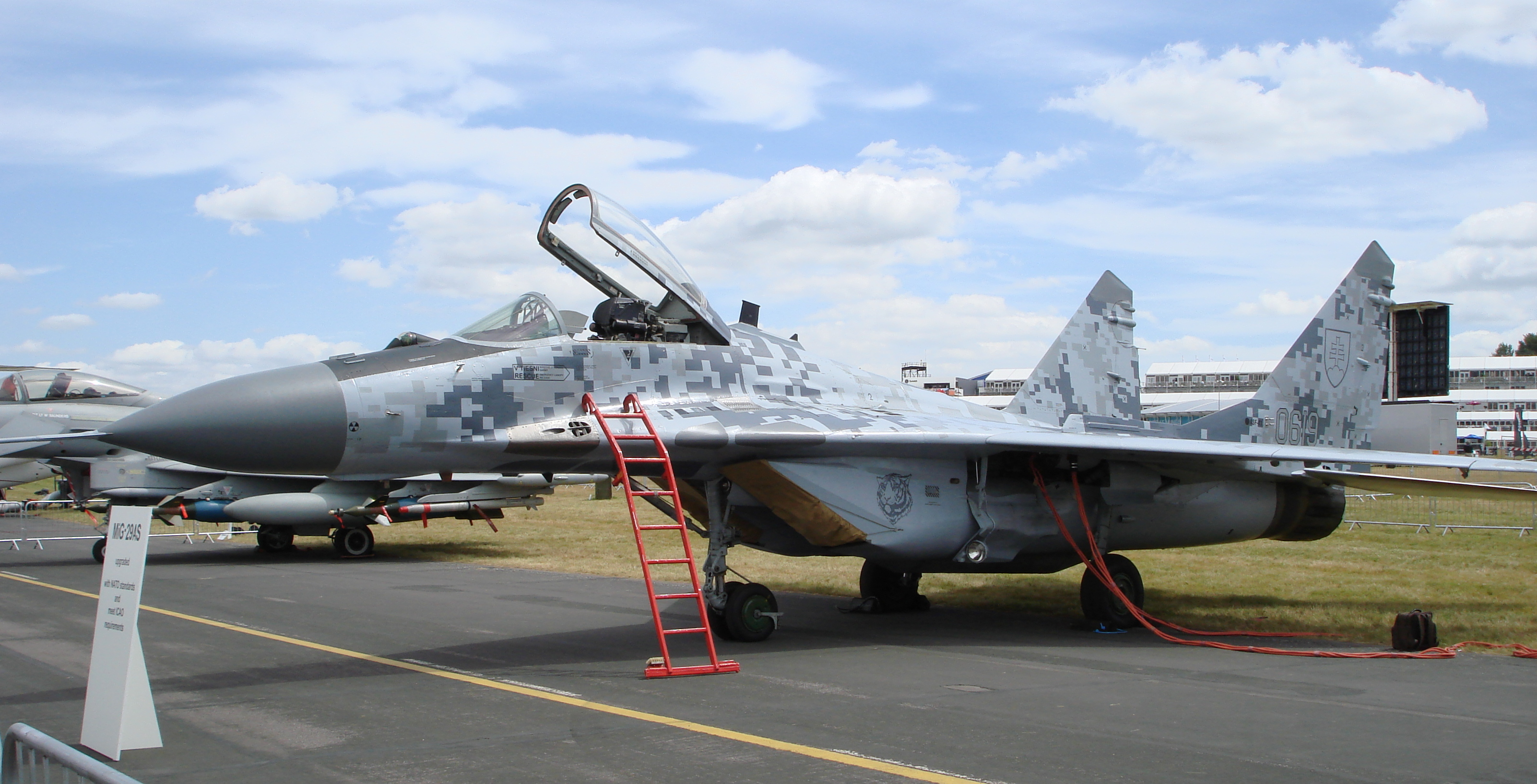
Szlovák MiG–29AS Farnboroughban, az új „digitális” festésmintával

Mivel Szlovákia lemondott a MiG–23-asokról, a csehektől átvett 9 darab MiG–29A-t és 1 darab UB-t az új légierő Szliácson települő 1. ezredének 1. századába osztottak be. Az első szlovák felségjelű 29-es 1992. december 29-én szállt fel. A szlovák Szu–22-esek és Szu–25-ösök oltalmazására viszont kevésnek bizonyult a gépmennyiség, így a volt szovjet államadósság fejében újabb haditechnikai eszközöket rendeltek. 1993 végén újabb 5 darab együléses A és 1 darab kétüléses UB gép érkezett meg. Ezek némileg modernebb A-k voltak, ugyanis már hordozhatták a szárny alatti 1150 literes póttartályokat. 1995 decemberében újabb 6 darab harci változatot, 1996 januárjában pedig ismét egy kétülésest, majd márciusban az utolsó harci változatot vették át (összesen 12+2 darab új gépet kaptak). Az így létrejött 24 darabos gépmennyiséget (21 darab A és 3 darab UB) 1997-re két századba szervezték. Alkatrészellátási hiányosságok miatt 2000-től ismét egy századra csökkentették az aktív állományt és a legrégebbi példányokat lekonzerváltva alkatrészbázisként használták tovább.
2002-ben három gépet elvesztettek: június 19-én a 2022-es oldalszámút, november 6-án este pedig Igló térségében az egymással összeütközött 6829-est és a 6930-ast, mindhárom gép az 1993 óta átvettek közül való volt. A két gép a szliácsi katonai reptérről szállt fel. Ez utóbbi eset kivizsgálásának lezárásáig repülési tilalmat rendeltek el a típus szlovák gépeire.
A szlovák haderőreformban a megmaradt 21 darab gépből kiválasztottak 12 darabot, hogy azokat egy modernizációs program keretei között NATO-kompatibilissé tegyék. A program célja, hogy a modernizált gépek ellássák az ország belső légvédelmét és a légi rendészetet egyaránt. A szerződést 2004. november 24-én írták alá az RSZK MiG-gel, a modernizálási programot a trencséni LOT gyárban hajtották végre. Prototípusnak a 6728-ast jelölték ki, melynek átépítése kevesebb mint egy év múlva befejeződött. 2005. december 1-jén Pavel Vlaszov megkezdte a gép berepülését, majd annak rövid lefolyása után megkezdődött a sorozatátépítés. Mivel az új gépekből három megsemmisült, ezért a csehektől átvettek közül a 3911-est jelölték ki az átépítésre. Összesen 10 darab együléses A-t és 2 darab kétüléses UB-t modernizáltak, típusjelük MiG–29AS és MiG–29UBS lett. A modernizáció során strukturális megerősítéseket is végeztek a sárkányokon, valamint lehetővé vált a részleges állapot szerinti karbantartás és üzemeltetés is. A modernizált gépeket 2008 februárjában vették át, körülbelül 2020-ban vonnák ki a hadrendből, váltótípusa feltehetően az F–35 lesz. 2013 őszén újabb modernizációs programot rendeltek meg az RSZK MiG-től a felújított repülőgépekhez, melyet a gyár szeptember 2-án jelentett be.
Oldalszámok:

9–12A (21 darab): 0619 (AS), 0921 (AS), 2022+, 2123 (AS), 3709 (AS), 3911 (AS), 5304, 5113, 6124 (AS), 6425 (AS), 6526 (AS), 6627 (AS), 6728 (AS), 6829+, 6930+, 7501, 9308, 9311(?).
9-51 (3 darab): 1303 (UBS), 4401, 5304 (UBS)

### Eritreai Légierő
8 darab együléses és 1 darab kétüléses UB-t vettek Ukrajnától. Etiópiával 1999–2000 között lezajlott háborújában 1 kivételével az összes Fulcrumját elvesztette. 4 darabot az etióp Flanker-ekkel szemben vívott légiharcokban, 1 darabot pedig egy légiharc-rongálást követő kényszerleszállás következtében. A MiG–29-esek 4 darab MiG-21-est, 1 darab MiG-23-ast és később 1 darab Szu-25-öst lőttek le.
2000. május 29-én egy bombatámadás során megsemmisült egyetlen UB-jük (4 darab MiG–23BN által), majd egyedül az elfogásra felemelt együléses vészelte át a konfliktust (az elfogás egyébként eredménytelenül zárult). A konfliktusra ENSZ-beavatkozás tett pontot, az ukrán katonai tanácsadók ezt követően távozkat az országból. 2001 nyarán 4 darab új gépet vettek, de ezeket már az oroszoktól.

### Észak-Koreai Légierő

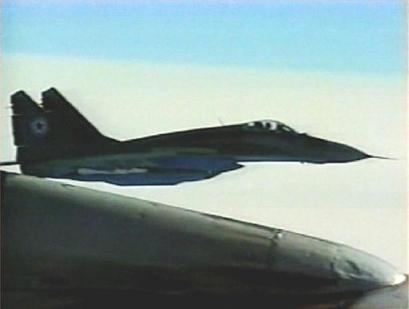
Észak-koreai MiG–29-esek

Észak-Koreának 1988-tól kezdték átadni megrendelt 25 darab együléses és 5 darab kétüléses MiG–29-esét. 1999-ben további 10 darabot vettek át egységcsomagolt „kitt”-ekben, melyeket helyben szerelték össze. Ezek valószínűleg SZMT-k.

### Indiai Légierő
Jelentős mennyiségű Fulcrum-ot rendszeresítettek, a típus hindi neve Baaz (magyarul Sas). Hadiiparuk révén modernizálták a hazai gépek avionikáját, többek között alkalmassá tették az RVV–AE, valamint a hazai fejlesztésű Asztrá légiharc-rakéták bevetésére is. Bővítették az önvédelmi zavaró berendezéseiket is, továbbá modernebb elektronikai ellentevékenységre (ECM/ECCM) alkalmas eszközök függeszthetőek fel a gépekre. Az 1999 május-július között lezajlott Kargil-i háborúban lettek először bevetve.

### Indiai Haditengerészet
A Haditengerészet 2010. február 19-én pénteken hivatalosan hadrendbe állította a MiG–29K/KUB altípusokat, melyek a „Black Panthers” becenevű 303. indiai tengerészeti légiszázad (Indian Naval Air Squadron 303) állományába kerülnek. Az alakulat hadrendbe állításának ceremóniája a goai Vasco da Gama melletti Hansa haditengerészeti légi támaszponton (INS Hansa) zajlott le. Ezekből a változatokból 16 darabot rendszeresítenek első ízben, 12 darab K-t és 4 darab KUB-t. Az első négy kétüléses gépet már egy éve átadták kiképzési célból, a többi 2009. december 4-e óta folyamatosan érkezik az alakulathoz. Az INS Vikramaditya (volt Admiral Gorskov) 2012-es elkészülte után áttelepülnek a fedélzetére. További 30 darab vételéről is döntöttek 1,2 milliárd USD értékben, melyek az üzemidejüket kirepülő Sea Harrierek leváltására rendszeresítenek. Az első kétüléses KUB 2007. január 22-én szállt fel a Gromov Repülő Kutató Intézetben.

### Iraki Légierő

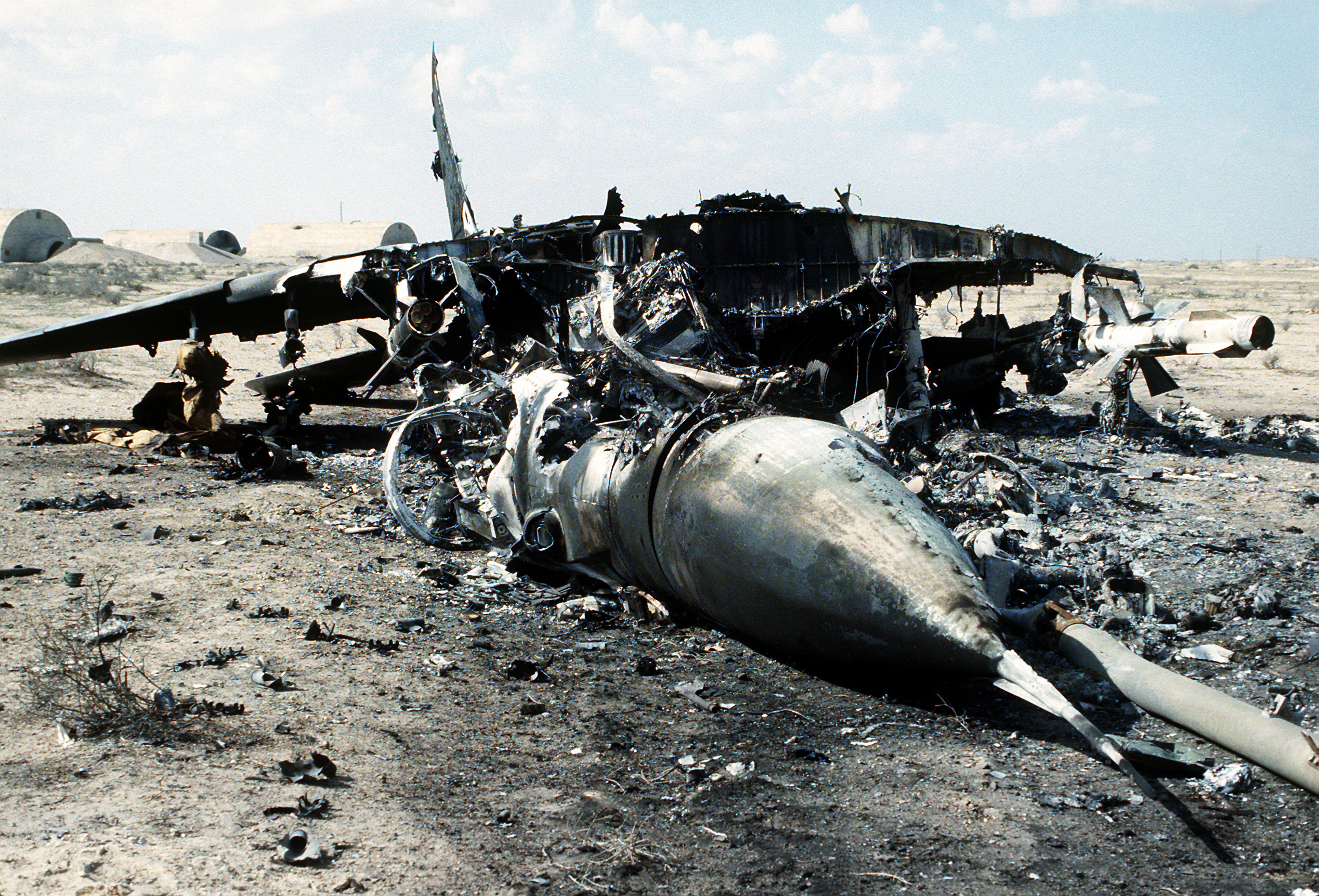
Az öbölháborúban megsemmisített iraki készültségi MiG–29-es, félszárnyai alatt jól láthatóak az R–27-es légiharc-rakéták roncsai

Körülbelül 35–40 darab gépet vettek, az elsők 1987-ben érkeztek meg. 1991-ben egy teljesen feltöltött egység üzemelt, egy további éppen befejezte a kiképzést az 1991-es Öbölháború előtt.
8 gépüket az Öbölháború alatt Iránba mentették (állítólag fegyvertelenül repültek át), hogy a háború után majd visszakapják őket. Irán nem adta vissza az áttelepült gépeket az irak–iráni háborúban elszenvedett sérelmek miatt. A háborúban 5 darab gépet lőttek le az USAF vadászgépei. A háború után Oroszország több gépet is visszaszállított, az iraki díjazás nem teljesítése miatt. Később ezeket a gépeket javítás után az oroszok eladták más légierőknek (például Mianmarnak).

### Iráni Légierő
35–40 darab gépre tehető Irán MiG–29-állománya, két vadász-században. 4 darab, más források szerint 8 darab iraki gépet is „zsákmányoltak” 1991 januárjában. A Fulcrum-flotta egyre komolyabbá váló alkatrészellátás-problémája miatt az iráni légierő indiai segítséggel egy teljeskörü felújítási programot indított el, melyet a mehrabadi Iráni Repülőgép Gyárban hajtanak végre. Több gépet légiutántöltési képességekkel is elláttak, valamint keleti eredetű (feltehetően indiai) légiharc-rakétákat is integráltak a rendszereikbe. Nagyobb póttartályokat is szerkesztettek a típushoz. A modernizált gépek új terepszínű festést kaptak.

### Izraeli Légierő
2009-ben az Izraeli Légierő két MiG–29-est bérelt, ezek repülésére saját pilótáikat is kiképezték, és a gépeket gyakorló légiharcokban kipróbálták saját harci repülőgépeik ellen.

### Jemeni Légierő
Több gép, köztük egy UB is rendszeresítve lett, a moldáv légierőtől bérelték. A 22o02-es UB levegőben utántölthetővé lett alakítva.

### Jugoszláv Légierő
Jugoszlávia összesen tizenhat repülőgépet vett át 1987-ben – elsőként a Szovjetunión kívüli országok közül – a Szovjetuniótól, melyek közül tizennégy darab együléses (9–12) és kettő kétüléses (9–51) típusváltozat volt.
- 9–12A (14 darab): 18101, 18102, 18103, 18104, 18105, 18106, 18107, 18108, 18109, 18110, 18111, 18112, 18113, 18114.
- 9–51 (2 darab): 18301, 18302.

Az 1992. április 27-től két tagországra zsugorodott Jugoszlávia katonairepülőgép-parkjából a MiG–29-es típust csak az utód Jugoszláv Szövetségi Köztársaság, majd 2003. február 4-től Szerbia és Montenegró, végül 2006. június 5-től Szerb Köztársaság légiereje tartotta és tartja hadrendben. A Jugoszláviából 1992 óta kivált országoknak nem adtak át ebből a típusból.

#### Szerb Légierő
A 14 darab együléses (L–18 – L–31, L = Lovac, magyarul „Vadász”, sorozatszám: 18101 – 18114) és 2 darab kétüléses (NL–18, NL–19, NL = Nasztavnyi Lovac, magyarul Gyakorló Vadász, sorozatszám: 18301 és 18302) gépet a 204. vadászrepülő-ezred (204. Lovacki Avijacijski Puk) alá besorolt 127. vadászrepülő-század (127. Lovacka Avijacijska Eskadrila) repülte. A batajnicai légi támaszponton települtek, Belgrádtól nyugatra. 1999 márciusában a NATO légi hadműveletet indított Jugoszlávia ellen az ENSZ BT jóváhagyás nélkül!. A légi akciók során 6 darabot légiharcban, 1 darabot balesetben, 4 darabot pedig a földön bombatámadás során vesztett el a légierő. Az Allied Force hadműveletet mindössze 5 darab gép élte túl (köztük a 18108-as A is). Ezeket átvették az 1999-ben újjászervezett Szerb Légierőbe.
A NATO légi hadművelet során elvesztett repülőgépek (9–12A-k): 18103, 18104, 18106, 18107, 18109, 18110(?), 18111, 18112, 18113, 18114, 18302 (9–51).
Az új Szerb Légierő 5 darab MiG–29-esét – 4 darab A: 18101, 18102, 18105(†), 18108 és 1 darab UB: 18301 – a 101. vadászrepülő-század (101. Lovacka Avijacijska Eskadrila) állományába helyezték, ami továbbra is Batajnica repterén települ (204. Légibázis – IATA: BJY, ICAO: LYBT). Az öt gépet 2004. április 1-jén üzemeltetési problémák miatt le kellett állítani. 2007-ben megkezdték a nagyjavításukat: a batajnicai repülőtér déli részén található Moma Stanojlovic üzemben szétszerelték, majd ezt követően légi úton Oroszországba szállították őket. A felújítás célja az üzemidő-hosszabbítás, valamint minimális ICAO-szerinti korszerűsítést hajtanak végre rajtuk. Az első kettő 2007 decemberében, a második kettő 2008 elején, az utolsó pedig 2008 nyarán érkezik vissza és áll szolgálatba. A pilótáik addig MiG–21bisz-eken repülnek.
Szerbia 2018-ban kapott 6 db MiG–29-est Oroszországtól, amelyeknek csak a javítási költségeit kellett a szerb félnek állnia. 2019 februárjában Szerbia újabb négy MiG–29-es vadászgépet kapott Fehéroroszországtól, így tovább növelte az orosz gyártmányú gépekből álló légierejét. A gépek javítási munkálatok után állhatnak hadrendbe. A felújítás után a nyugat-balkáni országnak 14 működőképes MiG–29-es vadászgépe lett.
Az üzemeltetés során egy példány megsemmisült:
- 2009. július 7-én helyi idő szerint 9:10-kor a Batajnica-i katonai repülőtér területén lezuhant a légierő 18105-ös nagyjavított MiG–29A-ja. A pilóta sikeresen katapultált, de a kórházban belehalt sérüléseibe. A földre zuhanó roncsok egy katonát megöltek, egyet pedig megsebesítettek.[37][38]

### Kubai Légierő
Kuba légierejének 14 darab együléses B-t (oldalszámok: 902–915) és 2 darab kétüléses UB-t (oldalszámok: 900 és 901) vett az 1980-as évek második felében. Az együléseseket 1989-ben vették át, a kétüléseseket 1991-ben. 2007-ben a brit IISS (International Institute for Strategic Studies) szerint már csak 2 darab együlésest és 1 darab kétülésest tudtak üzemben tartani, feltehetően alktarészhiány miatt. A gépek a BA San Antonio de los Bańos-on települnek. A 901-es UB a havannai Museo Del Aire-ben van kiállítva.

### Lengyel Légierő

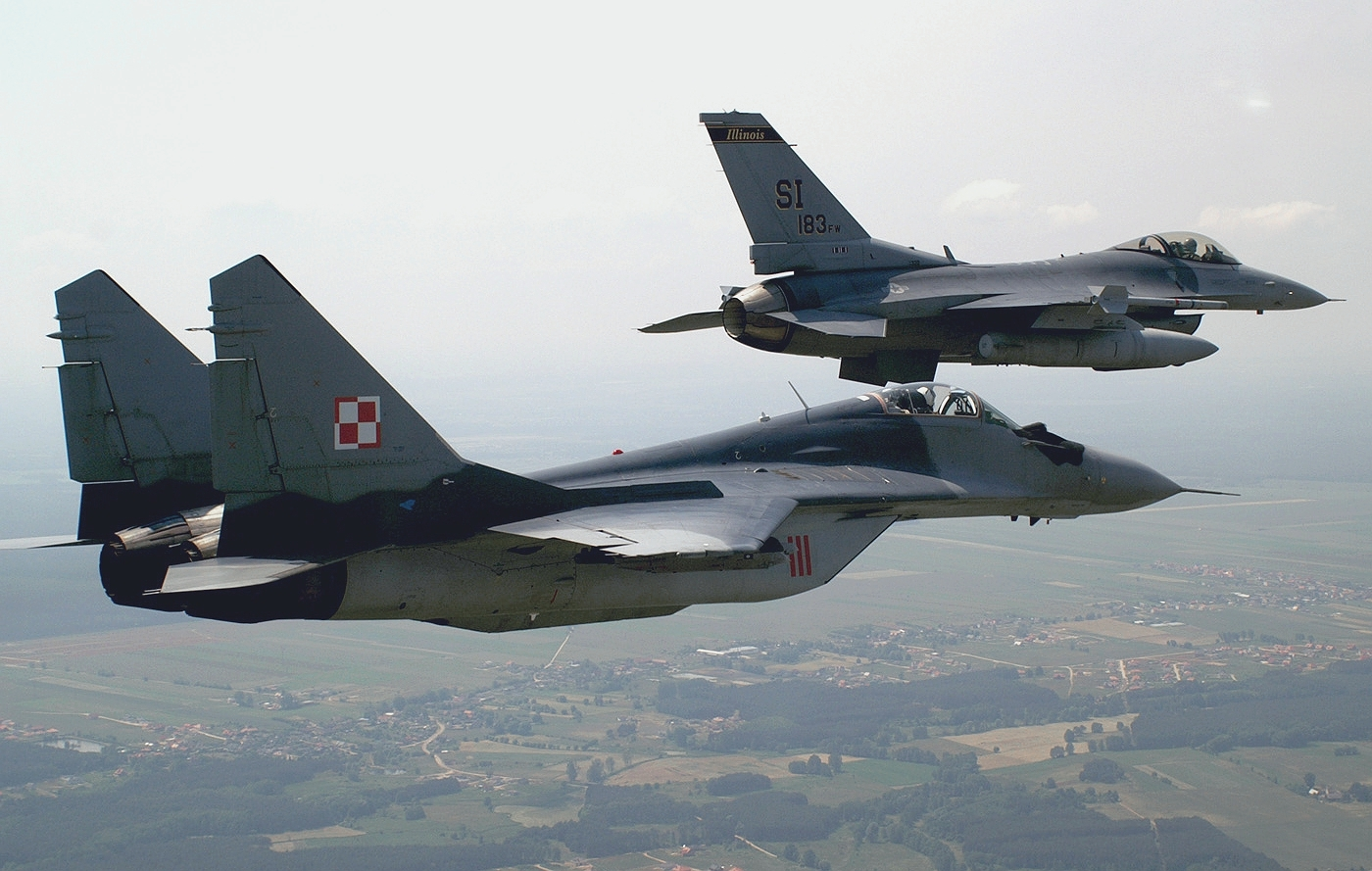
A 111-es oldalszámú lengyel Fulcrum-B kísér egy amerikai F–16C-t.

A MiG–21 és MiG–23 típusok 2003-as kivonása után egyedül a 22 darab MiG–29-re hagyatkozott a légvédelmük (ebből 9 darab együléses és 1 darab kétüléses gépet a cseh légierőtől kaptak). A németektől 2004 áprilisára átvett 22 darab géppel együtt ez a szám 44 darabra nőtt, amiből 8 darab UB. Ezzel Lengyelország a legnagyobb Fulcrum-üzemeltető a NATO-ban. A gépek a Mińsk Mazowiecki melletti 23. Légibázison települő 1. Harcászati század (1. elt) és a Malbork közelében található 22. Légibázison települő 41. Harcászati század (41. elt) állományában vannak. A gépeket izraeli segítséggel próbálják üzemben tartani, noha 2002 szeptember végén szerződést kötöttek egy orosz vállalattal a gépek javítását és korszerűsítését illetően. A 44 darabból körülbelül 32 darab aktív, ezeket azonban a vásárolt F-35 váltja fel.

### Magyar Légierő

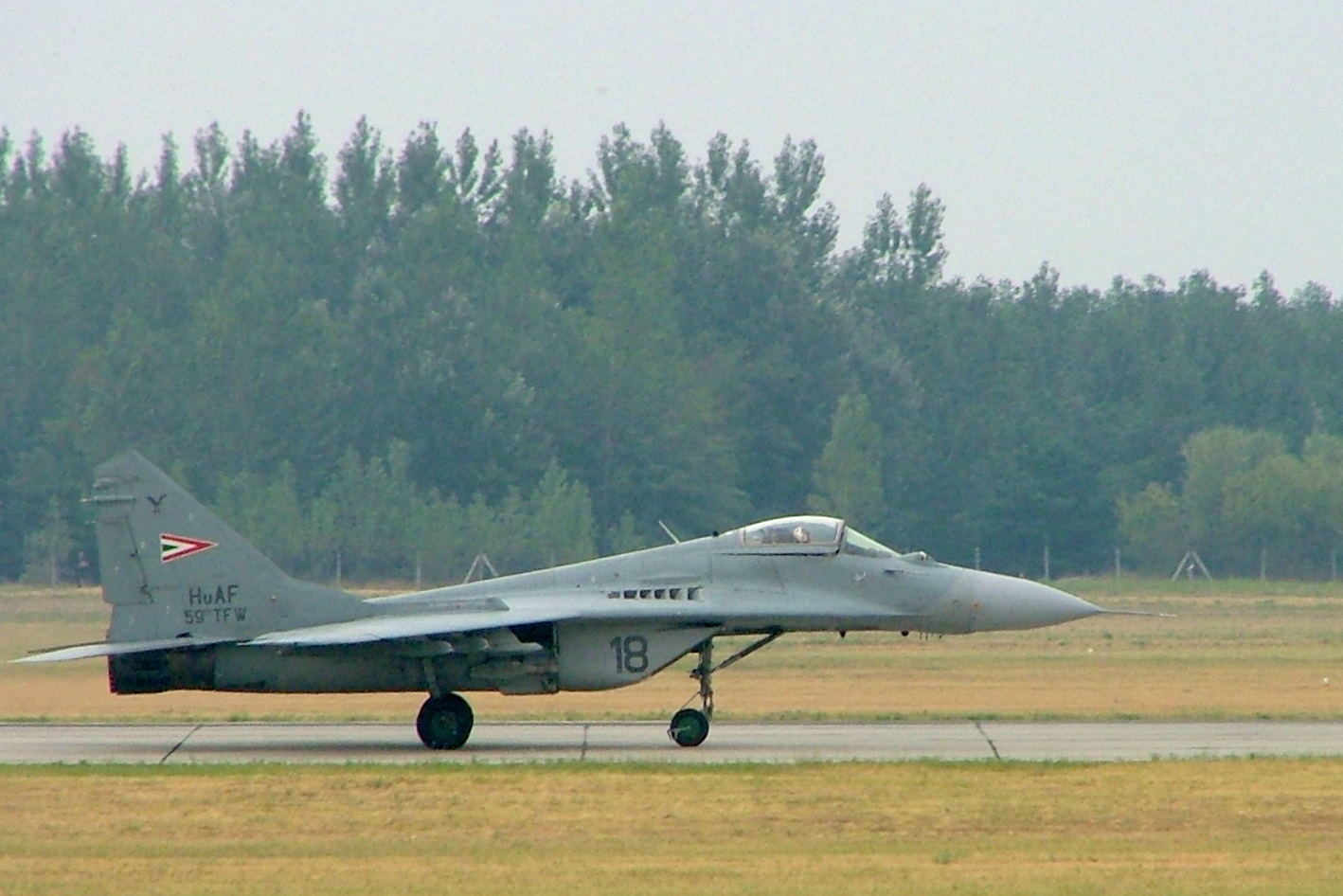
A Magyar Légierő 18-as oldalszámú MiG–29B-je a Kecskeméti Repülőnapon, 2007-ben

Az 1990-es évek elején indult légierő-modernizáció keretében több vadászrepülőgép-beszerzési tender került kiírásra a MiG–21-es, MiG–23-as és Szu–22-es típusok leváltására. A pályázati felhívásokra a Lockheed Martin (F–16 Fighting Falcon), a McDonnell Douglas (F/A–18 Hornet), a Dassault Aviation (Mirage 2000), a Saab (JAS 39 Gripen) és az RSZK MiG (MiG–29) nyújtott be különféle pályázatokat. Az 1992 elején kezdődő beszerzés-szervezésekre azonban egy politikai döntés tett pontot. Az 1993. június 29-én megtartott sajtótájékoztatón dr. Szenderi László, a Honvédelmi Minisztérium politikai államtitkára bejelentette, hogy az orosz államadósság közel felének (800 millió amerikai dollár az 1,7 milliárdból) fejében többek között 22 darab MiG–29B-t (oldalszám: 01–23, a 13-as lajstromszámot kihagyták) és 6 darab UB-t (oldalszám: 24–29) rendeltek a légierő részére, a megrendelésre szóló szerződés elkészült és azt 23-án Moszkvában aláírták. A repülőgépeket a kecskeméti repülőbázison települő MH 59. Szentgyörgyi Dezső Harcászati Repülőezred kötelékébe helyezték. A magasabbegység két vadászrepülő-századából – a Puma és a Dongó – csak a „Dongó” állománya kapott a típusra orosz kiképzést, melynek költségei végül szerepeltek az államadósság részleges visszafizetésében, ellentétben az előzetes orosz tervekkel. A kiutazó tanulócsapat négy hónapot töltött az oroszországi Krasznodarban és Kusovszkaján Karmazsin Sándor ezredes, ezredparancsnok vezetésével. A kivezényelt „Dongó” század állománya a több mint 100 napos tanfolyam végén, a többiek pedig Kecskeméten tették le a típusvizsgát teljes egészében a kint végzett turnus oktatómunkái által: egy erre a célra ideiglenesen létrehozott oktatási csapat végezte a Puma-pilóták kiképzését, négy fő az ezredből, három fő az elöljáró törzsekből, akik a földön előkészítették és lemodellezték a feladatokat, majd egymás mögé ülve levizsgáztatták egymást.
A többségében új gyártású, 28 darab gép egy napon érkezett meg Kecskemétre több hullámban (Jav.: A gépeknek csak egy része érkezett ezen a napon, a többi pár hét elteltével) 1993. október 15-én orosz felségjelzéssel (a kétüléseseket orosz–magyar vegyes személyzet repülte, az első kötelékben két UB, a 24-es és a 25-ös, is érkezett, melyekben magyar részről Karmazsin Sándor ezredes és Helembai „Slampi” László alezredes foglaltak helyet). A két altípust (B és UB) más gyár gyártotta. A műszaki átvétel november 8-án kezdődött, amelyet a Repülő Műszaki Intézet és az ezred műszaki állománya közösen végzett el, addig a magyar állomány a gépekhez nem nyúlhatott, orosz tulajdonban voltak. Berepülésüket 1993. október 25-én kezdték el és 1994 márciusában fejeződött be, melyek során gépenként négy felszállást hajtottak végre: az első során a kormányozhatóságot és a sárkányszerkezet tulajdonságait vizsgálták; a második és a harmadik során a hajtóműveket; a negyedikben az avionikai rendszert, főként a célzó- és tűzvezetőrendszert vizsgálták: egy 100 m-en repülő helikoptercélt, valamint egy emelkedő MiG–21-est kellett elfogni 1000 méterről, mindkét esetben földháttérből. A négyfelszállásos vizsgálatot nem mindig sikerült elvégezni, a 112 felszállást összesen 10-15%-kal lépték túl, főként tapasztalatlansági, részben műszaki okokra visszavezethetően. A 2. Harcászati Repülőszázad („Dongó”) 1994. szeptember 1-jén kezdte meg a váltott harckészültségi szolgálatot a kecskeméti MiG–21MF-ekkel, (Jav.: Szeptember 1. után már csak a MiG–29-esek adtak készültségi szolgálatot Kecskeméten! Az addig szolgálatot teljesítő MiG-21-es flotta a pápai repülőtérre települt nem sokkal ezután.) majd 1995. szeptember 1-jén Keleti György honvédelmi miniszter jelenlétében az 1. Harcászati Repülőszázadot („Puma”) is harckészültségbe helyezték, ünnepélyesen kivonták az ezred hadrendjéből a MiG–21-eseket. A típus – és vele párhuzamosan a Jak–52-esek és a volt-NDK-s L–39 Albatrosok – hadrendbe állításával 1993 őszén ismét beindult a vadászpilóta-képzés a szolnoki SZRFK-n, az első évfolyam 1997. augusztus 20-án tett katonatiszti esküt. Az első éleslövészetek 1994 áprilisában kezdődtek a hajmáskéri lőtéren, ahol nemirányított rakétákat és szabadesésű siklóbombákat vetettek be földi célok ellen. Légiharc-rakéták éleslövészeti gyakorlatára először 1995-ben került sor Lengyelországban. A gépek gyári garanciája 1995 tavaszán járt le, átalakítást, módosítást csak eztuán kezdeményezhetett a magyar fél.
2001 nyarán korrupciós botrány alakult ki a gépek modernizálásáról szóló 2000. július 3-án, Szabó János honvédelmi miniszter által aláírt, 20 milliárd HUF értékű szándéknyilatkozattal kapcsolatban. A szándéknyilatkozat értelmében a DaimlerChrysler Aerospace (DASA) az RSZK MiG-gel közösen modernizálta volna a magyar gépeket, azonban a Nemzetbiztonsági Hivatal értesülései szerint a HM egyik vezetője, aki országgyűlési képviselő is volt egyben „megvesztegetési pénzösszeget” fogadott el a szerződés gördülékenyebb kivitelezése érdekében. Mivel később a magyar kormány nemzetbiztonsági kabinetje a MiG–29-esek felújítása helyett új, többfeladatú típus beszerzése mellett döntött, így az „ügy” kikerült az érdeklődés középpontjából, a vizsgálat anyagait titkosították. Nem sokkal később, a kormány 2001. szeptember 10-én aláírta a Gripenek lízingeléséről szóló szerződést, amely szerződés az előzőleg elfogadott országgyűlési határozat követelményeit nem elégítette ki. A modernizációt kidolgozó német MiG Aircraft Support Production GmbH (MAPS) csak 17, illetve 14 darab gépre adott be pályázatot, ugyanis vizsgálataik szerint a „donornak” használt gépek felújítása már nem gazdaságos, azok teljes újjáépítésére lenne szükség. A nyáron minimalizálni kellett a típus kiképzési repüléseit a repülési adatrögzítők filmhiánya miatt, melyeket néhány hét után beszereztek. 2001. nyár végén a magyar fél önálló pályázatot kért be az RSZK MiG-től is a felújítás ügyében. Előzetes tervük szerint a modernizációt a még fennmaradó orosz államadósság terhére vitelezték volna ki, de ettől az orosz fél elállt. A végleges szerződést október 31-én írták alá Budapesten, 5 milliárd HUF maximált költséggel. Ez a maximált ár a gépek állapotfelmérése előtt lett meghatározva az orosz árajánlat szerint.

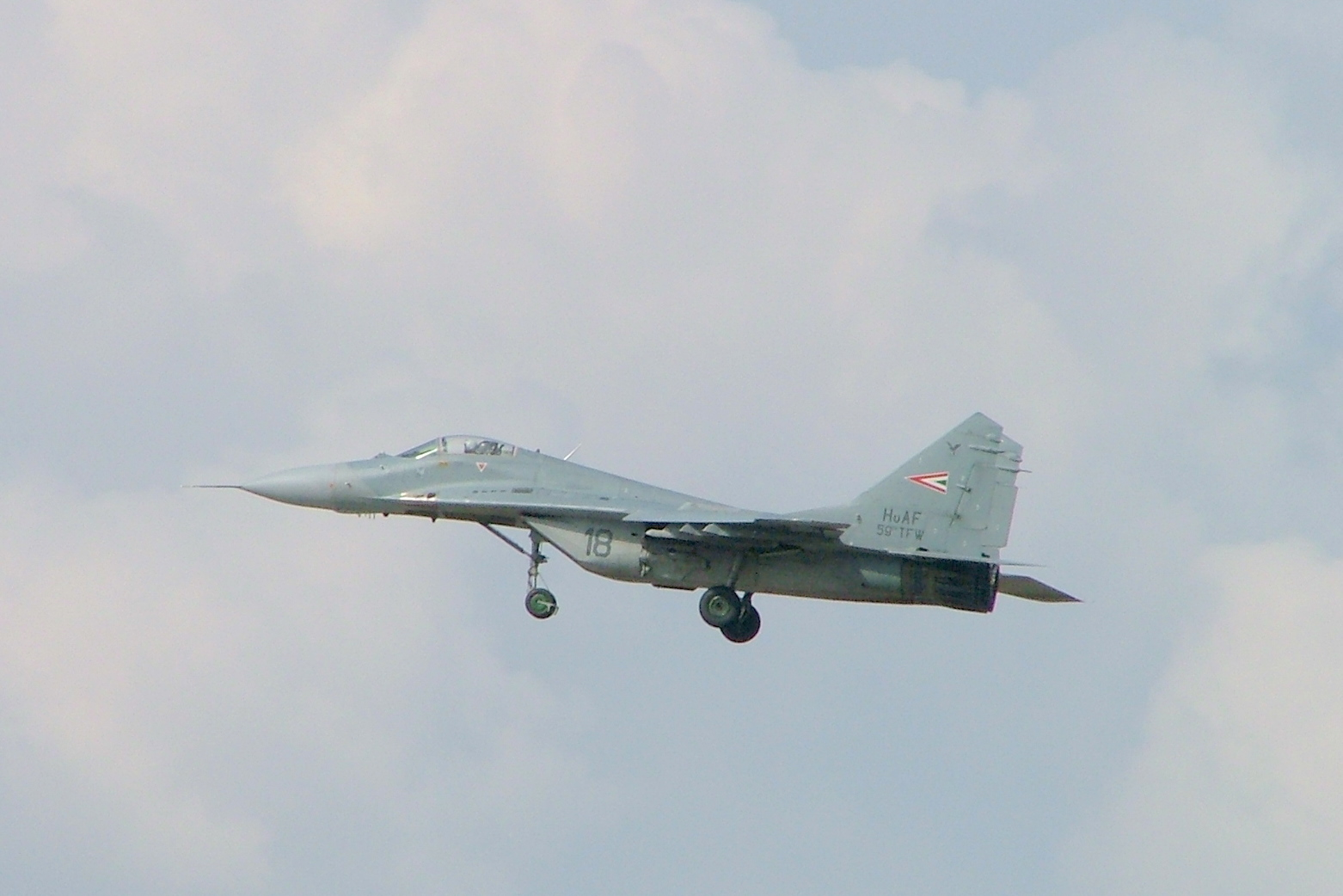
Az üzemidő-hosszabbításon átesett, átfestett 18-as MiG–29B a 2007-es kecskeméti repülőnapon színes felségjelekkel repült

2002. nyár-ősz végén járt le az egyes gépek üzemideje (az utolsóé októberben). Az üzemidő-hosszabbítási munkákat a tervezett tavaszi indulás helyett csak három hónapos késéssel kezdték meg az RSZK MiG szakemberei július 3. hetében, több alkatrész csak augusztus elején érkezett meg Kecskemétre. A helyben kivitelezett átépítési munka befejezési határidejét október elejére tűzték ki, amit a hetek hétnapos folyamatos munkáival sikerült az orosz szakembereknek teljesíteni. Az üzemidő-hosszabbítást a megmaradt 27 darab gépből csak 14 darabon végezték el, melyek jellegzetes, NATO-követelményeket kielégítő kétszínű szürke „légifölény” festést és „alacsony észlelhetőségű” felségjelzéseket kaptak. Az elhúzódott nagyjavítás miatt a fel nem újított 13 darab – meglehetősen rossz műszaki állapotban levő – gépből párat reaktiválni kellett. Célként a 2005-ös kivonást tűzték ki, mire a Gripenek hadrendbe állnak. Ezt a határidőt azonban ki kellett tolni, ugyanis a Gripen-flotta szerződésmódosítása miatt megrendelt gépek leszállítási határidejét csak 2007 nyarára tudta vállalni a Saab. Az alacsony költségvetés miatt csak a legszükségesebb feladatok ellátására rendezkedett be a repülőezred. 2005-től kétszer-két gép adott váltva készültséget (egy géppár éles, egy tartalék) és egy kétüléses volt egy időben hadrafogható. A többi gép alkatrészbázisul szolgált.
A 2002 nyarán–őszén nagyjavított gépek:
- 9–12B: 02 (†), 03, 04,[56] 08,[57] 09,[58][59][60] 10, 11 (1938–2008-as jubileumi gép), 15 (†),[61] 18, 21, 22,[62] 23 (Csőrike).[63][64]
- 9–51: 26 és 27 (utóbbi a Szabó-baleset után lett az RSZK MiG költségén (ismét?) nagyjavítva).

A meglévő gépállomány (19 darab B és 6 darab UB) aktív szolgálatban tartott példányaival 2009. január 1-jétől váltott harckészültséget adtak a magyar JAS 39 Gripenek, majd utóbbiak 2010. január 1-jétől átvették a teljes készültséget. Ezt követően a magyar MiG–29-esek tartalék állományba, majd egy későbbi időpontban kivonásra kerülnek. A kivont gépek sorsáról egyelőre nem ismertek hivatalos álláspontok.
A Magyar Közlöny 2010. november 16-i 096. Hivatalos Értesítő mellékletében megjelent parancs – 98/2010. (XI. 16.) HM utasítás, 8. § (4.) – szerint: „Az MH 59. Szentgyörgyi Dezső Repülőbázis szervezete módosul, a MIG-29 harcászati repülőszázada megszűnik és a MIG-29 típusú repülőgépek kivonásra kerülnek az MH Hadrendjéből.” A típussal 2010. december 7-én hajtotta végre a Dongó század az utolsó kiképző repülést (dec. 6–7.), majd ünnepélyes ceremónia keretében az MH 59. légibázis elbúcsúztatta a típust, Hende Csaba honvédelmi miniszter távollétében (a 10-es, 11-es és 21-es MiG–29B és a 27-es MiG–29UB repült; Zsámboki Tibor ezredes ezen a napon érte el 2500. repült óráját). A Magyar Honvédség hadrendből való kivonásuk 2010. december 31-én történik meg (7. és 31. között készültséget adnak). A gépek sorsáról 2011 első felében döntenek az illetékes magyar hatóságok, azonban a Magyar Nemzet című napilap szerint a Solar KFT 2010 decemberében már kapcsolatba lépett az orosz típusok adás-vételével foglalkozó orosz vállalattal az értékesítési lehetőségekről (vélhetően a Roszoboronyexporttal).
Az együléses gépekből az üzemeltetés során három darab megsemmisült:
- 1998. július 23-án a kecskeméti repülőtér mellett a 17-es oldalszámú MiG–29B-vel Rácz Zsolt alezredes délután három óra előtt néhány perccel szállt fel és a gyakorlat 263. másodpercében gépével együtt irányítatlanul lezuhant. Az okokat vizsgáló bizottság szerint a nagy túlterhelések okozta tudatbeszűkülés volt a képzett pilóta és gépe veszte.[71]
- 2005. május 11-én kecskeméti repülőtér mellett a 02-es oldalszámú MiG–29B jobb oldali hajtóművének műszaki meghibásodása miatt lezuhant. A pilóta, Szabó „Topi” Zoltán Róbert százados, aki a 2005-ös Kecskeméti Nemzetközi Repülőnap műrepülő programjára gyakorolt, sérülések nélkül katapultált az égő gépből.[72][73][74][75][76][77] A gép a bal oldali RD–33-as hajtómű hibája miatt gyulladt ki és semmisült meg. A garanciális hibákat végül elismerő orosz fél egy kétüléses UB-t nagyjavított.
- 2008. április 17-én 15:52-kor leszállás közben – egyelőre ismeretlen okokból – a 15-ös oldalszámú együléses gép lezuhant, a pilóta, Peszeki Zoltán őrnagy sikeresen katapultált. A katapultálást követően a pilóta nélküli gép irányítatlanul átszáguldott a 44-es főúton és a futópálya irányában a szántóföldön megállt. Bár részben egyben maradt, a gép jelentős, nagy értékű sérüléseket szenvedett. A vizsgálatok lezárulásáig nem jelenthető ki felelős, de Tömböl László mk. altábornagy állítása szerint[78] a repülési adatrögzítők kiértékelésének 2008. május 6-ai állapotakor a repülőgépben műszaki hibára utaló jeleket nem találtak.[79][80][81]

Lásd még: Repülőesemények és katasztrófák a magyar repülőcsapatoknál (1948-tól) – MiG–29
A típus rendszeresített gépeivel több ízben vettek részt magyar pilóták a brit Királyi Nemzetközi Légiparádékon (Royal International Air Tatoo, RIAT). Az 1998-as, 1999-es (Fairford) és 2001-es (Cottesmore) bemutatókon első helyezést ért el Vári Gyula a bemutatott repülőprogramjával. Kovács Péter százados, aki 2000-ben a 25-ös UB-val repült a RIAT 2000-en, szintén első helyezést ért el (a hátsó ülésben szintén Váry Gyula ült). A típus még egy ízben, 2003-ban ismét csak Fairfordban megrendezett nagyszabású légibemutatón Szabó „Topi” Zoltán Róbert százados jóvoltából elhódította az első helyezést. Jól látszik, hogy a Magyar légierőben eltöltött 17 év szolgálati idő alatt ez a géptípus 5-ször volt képes csak a RIAT rendezvényein az első helyezést elhódítani modernebb harci repülőgépek elől. Illik megjegyezni, hogy bemutatókon 2007-től kezdődően nem kapcsolhattak utánégetőt a hajózók, mert az orosz nagyjavítás nem lett tökéletes. Vári „Coca” Gyula őrnagy, aki 2001-ben a 22-es B-vel repült, 2002 elején kilépett a Honvédség állományából és politikusi karrierbe kezdett az MSZP színeiben. Szabó „Topi” Zoltán Róbert százados, aki a 2005 májusi baleset után már nem vállalhatott katonai, vadászrepülőgép-pilóta feladatokat, szintén leszerelt. A gépeket végül 2010-ben méltatlanul "csendben" kivonták a szolgálatból, és nyugdíjazták.

### Maláj Királyi Légierő

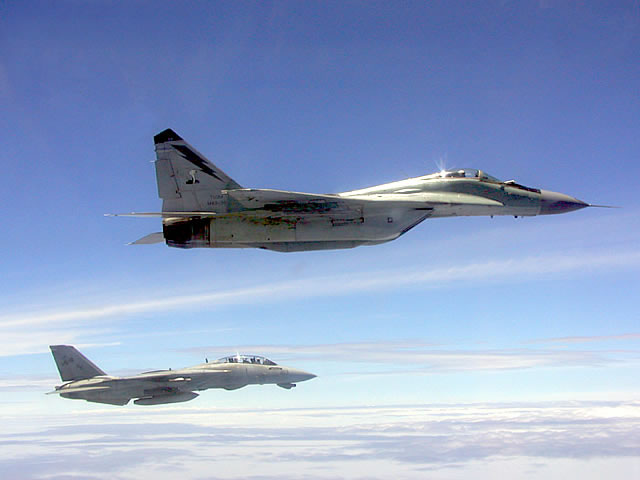
Maláj MiG–29N és egy amerikai F–14 Tomcat

16 darab MiG–29N és 2 darab MiG–29NUB altípust vett meg 1995-ben. A 17. és a 19. „Kobrák” század állományába helyezték őket Kuantanban. A pilótákat és a műszakiakat (összesen 60 főt) Indiában képezték ki, ugyanis kisebb költséggel vállalták ezt, mint az oroszok. A gépek időszakos javításait is a Bombayben felépült javítóbázison látják el. 1997-ben szerződést kötöttek az orosz VPK MAPO-val a 18 darab gép korszerűsítéséről, 34 millió USD értékben. Noha az eredeti, első vételi szerződés szerint integrálták a gépek rendszereibe az RVV–AE és H–29 rakétákat, azok nem elérhetőek a teljes vételi ár ki nem fizetése miatt. Később a 17. század gépeit a 19. kapta meg, mielőtt a Szu–30MKM-ek megérkeztek volna. A gépek rendszereibe végül integrálták az R–77 légiharc-rakétákat. Az együléses gépek gyakorlatilag SZD altípusok, a bal oldalon elöl a kabin alatt szerelték fel a légiutántöltő berendezést.
Oldalszámok:

9–12SZD (16 darab): M43–03 – 18
- Az üzemeltetés során 2 darab együléses zuhant le: 1998-ban az M43-17 és 2004-ben az M43-07. Helyüket 2006-ban két UB-vel pótolták, javítandó a kiképzés minőségét.[84]

9–51 (4 darab): M43–01 és –02 (az új gépek egyelőre ismeretlenek)

### Mianmari Légierő
Mianmar (volt Burma) 10 darabot vett az oroszoktól, miután 2001-ben határvillongások kezdődtek Thaifölddel. A tíz gépből 8 darab együléses B (oldalszámok: 2708, 2710) és 2 darab kétüléses UB. A gépek valószínűleg az 1991-ben összegyűjtött iraki állományból származnak, amiket az oroszok nagyjavítottak és adtak el különböző országoknak. 2009 decemberében 400 millió eurós összértékben további 20 darabról szóló megrendelést írtak alá.

### Moldáv Légierő

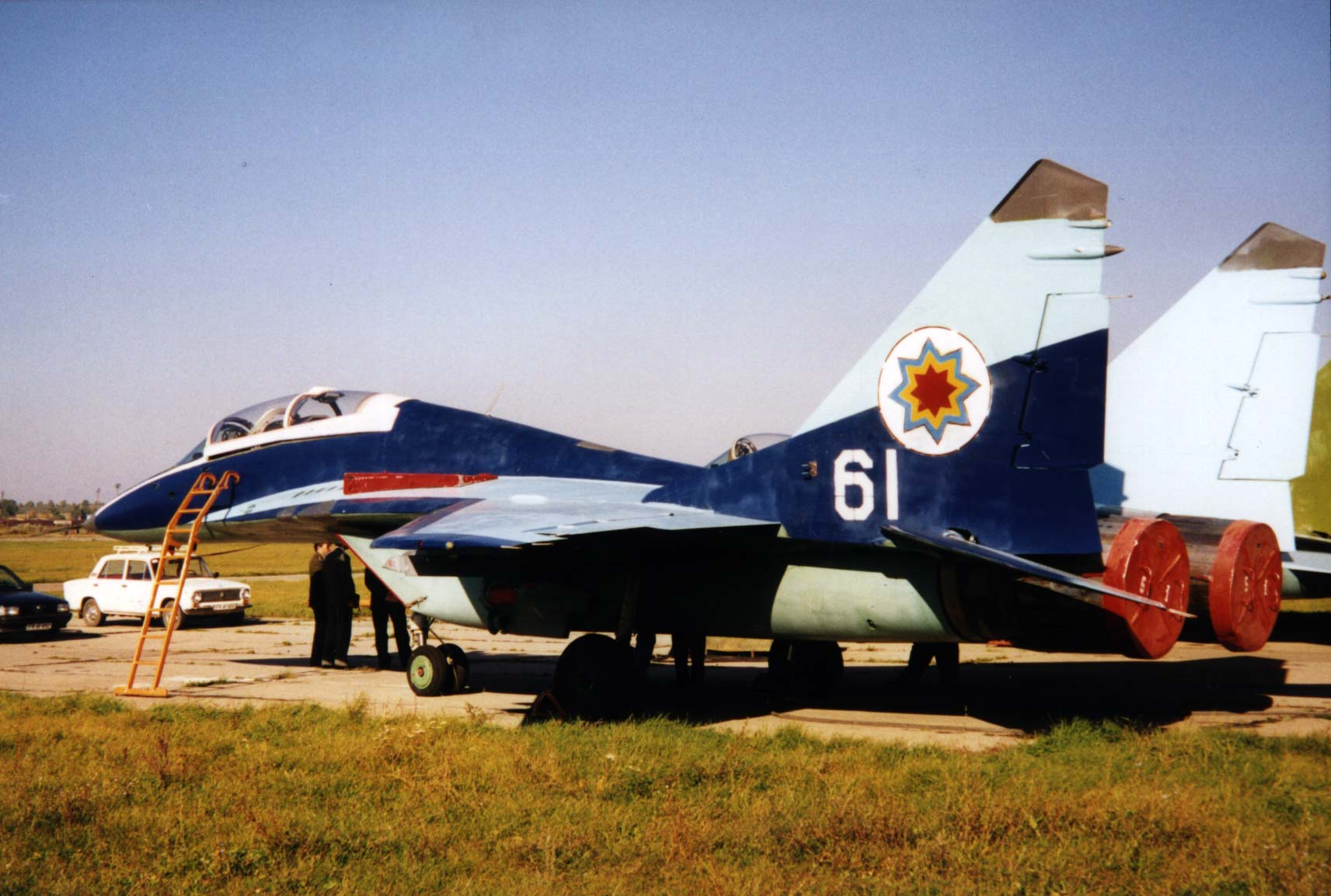
Moldáv MiG–29UB

6 darab MiG–29A-t, 3 darab MiG–29B-t, 16 darab MiG–29SZ-t és legalább 1 darab MiG–29UB-t (61-es oldalszámú) vettek át a Szovjet Haditengerészet 119. Repülőhadosztályának 86. vadászrepülő-századától. 1997 júniusában ezek közül 21 darabot eladtak az USA-nak 40 millió USD értékben (ebből 14 darab 9–13-as), 500 darab R–73-mal együtt. 1994–1995-ben jópár példány ideiglenesen Jemenbe került, majd az ezekből megmaradt példányokat eladták Eritreának 1998-ban (Eritrea állítása szerint minden gépét Ukrajnából szerezte be).

### Mongol Légierő
4 darab MiG–29UB, 6 darab MiG–29K

### Keletnémet LégierőésNémet Légierő

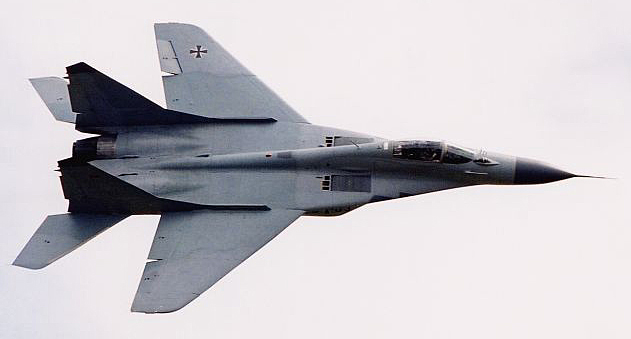
A Luftwaffe egyik együléses Fulcrum-ja Waddington-ban

A keletnémet légierő (Luftstreitkräfte der Nationale Volksarmee) 20 darab MiG–29A-t és 4 darab MiG–29UB-t vett át 1988–1989-ben. A gépeket az újraegyesítés után átvette a Luftwaffe, majd a gépeket NATO-kompatibilissé tették, hajtóműveiket leszabályozták az élettartamért cserébe. Új típusjelölést, a MiG–29G-t és a MiG–29GT-t kapták. 1991 márciusában 1 darab MiG–29-et átadtak az USA-nak több Szu–22-vel és MiG–23-mal egyetemben. Az átalakítást követően felállt az első század Laage-ban, a 74. Steinhoff Vadászezred kötelékében, Rostock közelében (1./JG73 Steinhoff). 1996. június 25-én pilótahiba miatt a 29+09 oldalszámú együléses lezuhant. 2003-ban a Luftwaffe-pilóták már átlépték a 30 000 repült órát a típussal. 2003 szeptemberében a megmaradt 23 darab gépből 22 darabot 1 eurós jelképes összegért eladták a Lengyel Légierőnek. Az utolsót 2004 augusztusában adták át. A 23. 29+03 oldalszámú gépet Laage-ban állították ki, majd később 2006-ban a Berlin melletti Gatow repülőtéren található Luftwaffenmuseum der Bundeswehr-be szállították.

### Perui Légierő

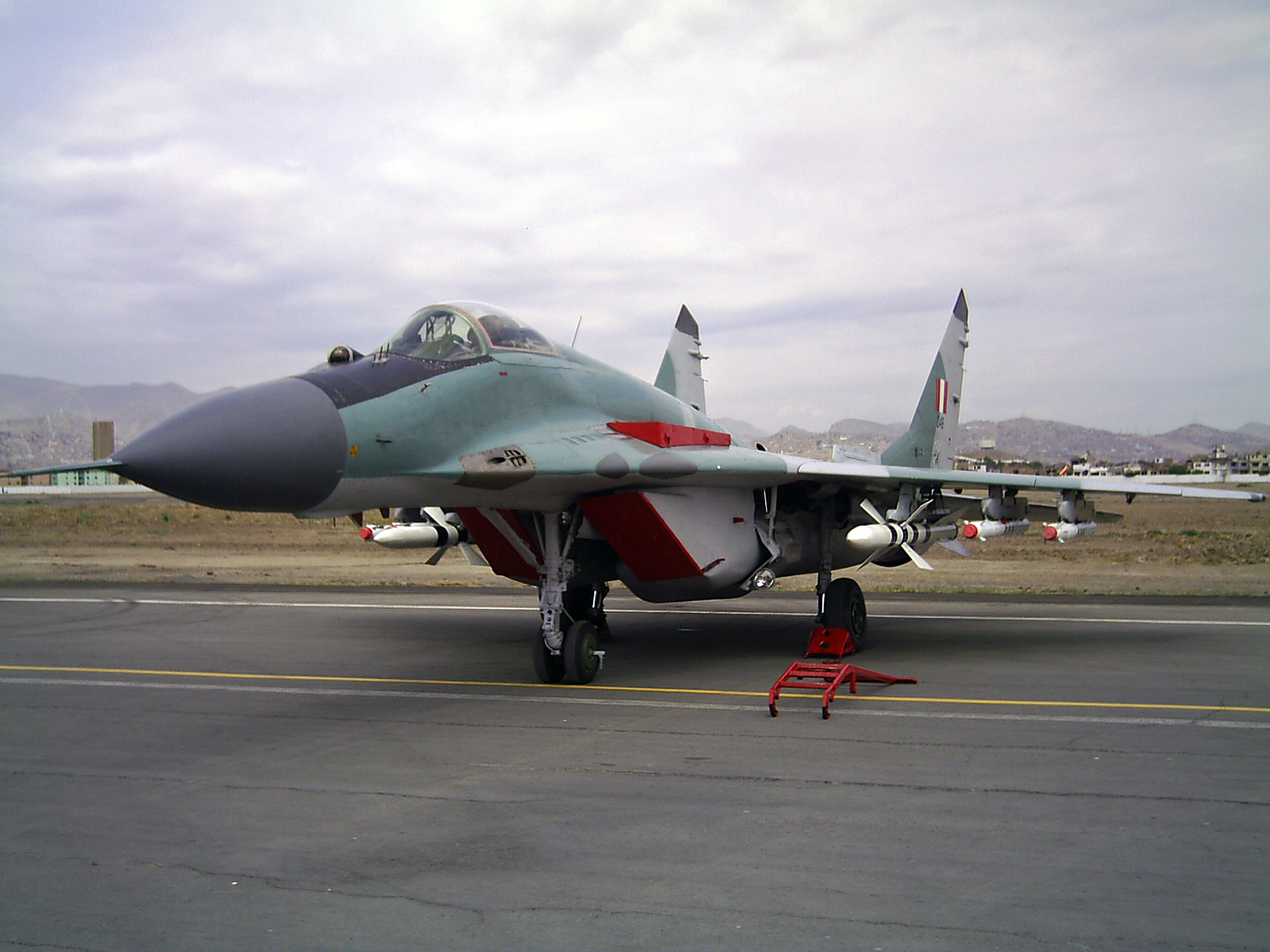
Perui MiG–29SZE 2007-ben

Peru légiereje állította szolgálatba a legtöbb MiG–29-est a térségben. Egyes források szerint 15 darab SZ-altípust, 3 darab SZE-altípust és 2 darab UB-t rendszeresítettek (az Air Vectors szerint pedig 14 darab egy- és 2 darab kétülésest). A gépek a 612. sz. vadászszázadban (Escuadron de Caza No. 612) szolgálnak.
Oldalszámok:

9–13SZ: 041, 045

9–13SZE: 037, 048, 049, 055

9–51: 047

### Román Légierő

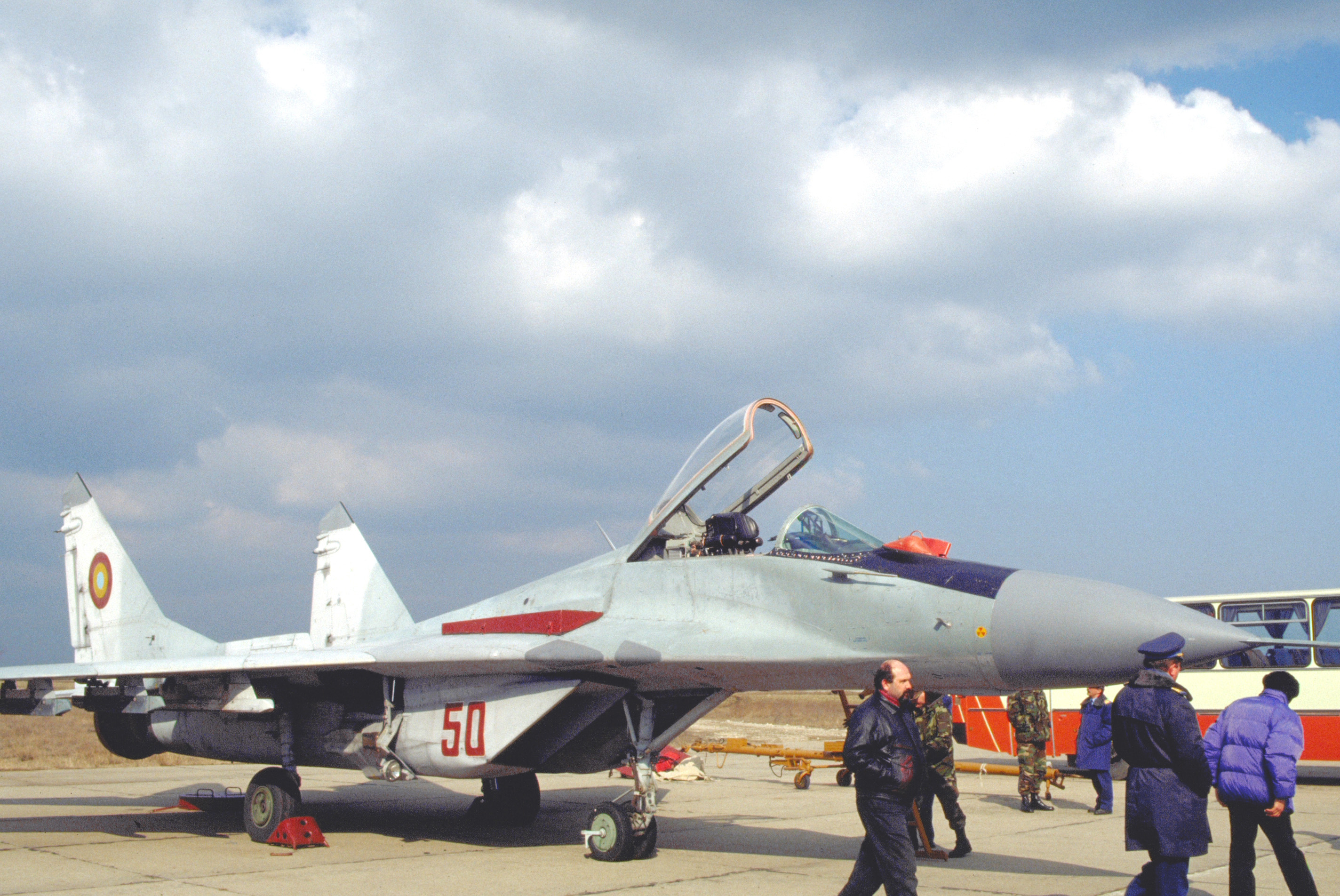
Román MiG–29-es 1996-ban

17 darab együléses és 4 darab kétüléses gépet rendszeresítettek 1989-től (első rendelésben 16 darab A és 4 darab UB szerepelt, az üzemeltetés alatt a lezuhantakat részben pótolták), 2002-ben ezekből már csak 1 darab volt bevethető. Egy gépet (a 67-est) a Sniper program keretében, izraeli segítséggel modernizáltak, de a programot végül törölték. Az összes repülőgép a konstancai Mihail Kogalniceanu légibázison települt és jelenleg is ott vannak tárolva.
Oldalszámok:

9–12A (17 darab): 33, 35, 38, 41(†), 46, 47(†), 48, 49, 50, 53, 54, 67 („Sniper”), 68, 69, 70, 75, 76.

Az 53-as oldalszámú gépet Moldovától vették át 1992-ben.

9–51 (4 darab): 15, 22, 23, 29(†).
- Az üzemeltetés során megsérült / megsemmisült:
  - 1991. szeptember 9-én kiégett a 47-es együléses.
  - 1992. július 6-án lezuhant a 29-es kétüléses.
  - 1994. március 1-jén a 41-es oldalszámú együléses.
  - 1998-ban összetört a 22-es kétüléses, de javítható maradt.

A 68-as oldalszámú MiG–29A a repülőtéren van kiállítva.

### Szír Légierő
Közel 40 darab együléses és 9 darabnál több kétüléses UB-t szereztek be a Szovjetuniótól 1987 és 1989 között. A szállításokat egy időre leállították, miután összetűzésbe kerültek az Izraeli Légierővel, ami meglehetősen szerencsétlenül végződött a szír légierő szemszögéből nézve. Moszkva és Damaszkusz között a kapcsolatok 2001-ben éledtek újjá és az oroszok 16 darab Fulcrumot leszállítottak több kirepült szerkezetű gép pótlására.

### Szovjetunió és utódállamai

#### Orosz Légierő
Az Orosz Légierő állományában 291 MiG–29-es volt 2008 végén, amikor, egy valószínűleg korróziós okokra visszavezethető baleset miatt az egész típusra repülési tilalmat rendeltek el, majd 2009 februárjában mintegy 200 példány kivonásáról döntöttek a baleset kapcsán, ami a típus jövőjének megpecsételését is jelentheti. A PAK FA néven fejlesztett új repülőgép a MiG–29 és a Szu–27 mérete közé esne, és a MiG–29-eseket kiválthatja a későbbiekben. Ennek ellenére megvásárolták a gyártótól az Algéria által, minőségi kifogások miatt át nem vett 34 MiG–29SzMT-t.

#### 

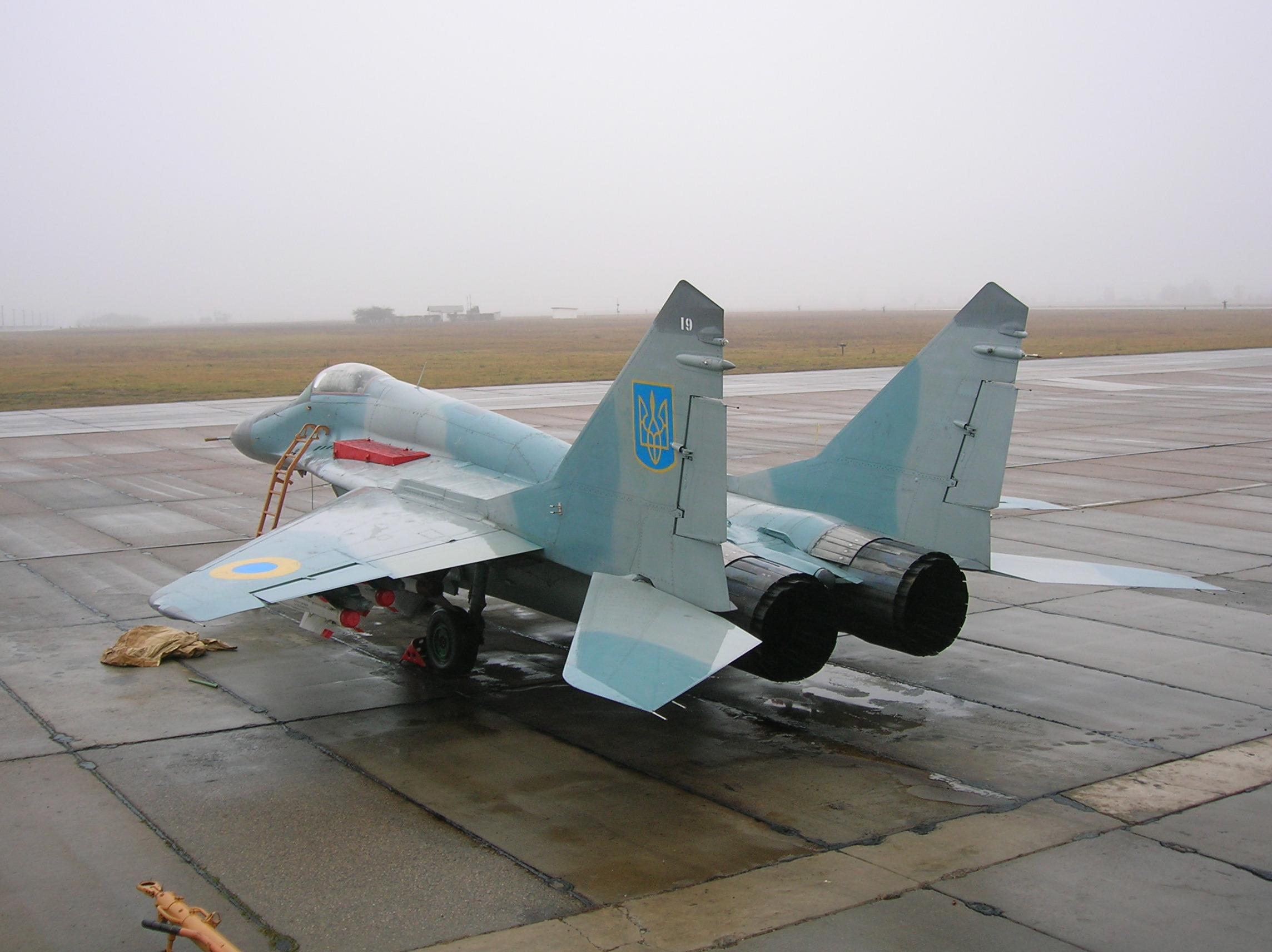
Ukrán MiG–29-es

### Szudáni Légierő
10 darab SZ-altípust és 2 darab UB-t rendszeresítettek 2004-ben.

### Az Amerikai Egyesült Államok Légiereje
1997-ben 21 darab MiG–29SZ-et vettek Moldovától a Pentagon Cooperative Threat Reduction programja részeként, hogy ezek a gépek ne kerülhessenek különféle fegyverkereskedőkön keresztül Iránba. A gépeket C–17-esek szállították el az ohiói Wright-Patterson légitámaszpontra, ahol többek között az amerikai légierő hírszerzési központja is található. A gépekhez tartozó földi kiszolgáló berendezésekkel és alkatrészekkel együtt az amerikai légierő 344 darab R–60 (AA–8 Aphid), 112 darab R–73 (AA–11 Archer) és 51 darab R–27 (AA–10 Alamo) levegő-levegő rakétát is vásárolt. A tranzakció miatt 2005-ben letartóztatták és beperelték Valeriu Pasat 1997–1999 közötti moldáv hadügyminisztert. A vád szerint Pasat megkárosította a moldáv államot, amikor az iráni ajánlatnál 54 millió dollárral kevesebbért, csupán 40 millió dollárért adta el a vadászgépeket.

## Harci alkalmazása
A típus harcászati képességei gyakran viták, hitviták tárgyát képezi. Az európai üzemeltetők dicsérték és dicsérik előnyeit (például korszerű manőverező-képesség és tolóerő-tömeg arány, valamint részleges állapotvizsgálat, hibakeresés a repülésre felkészítés előtt), melyek főleg a korábbi szovjet típusokhoz képest mutatnak komoly előrelépéseket. Azonban a tényleges háborús alkalmazása eme képességeit nem tükrözi, az eddigi két nagy fegyveres konfliktusban – az 1991-es öbölháború és az 1999-es jugoszláviai NATO hadművelet – rendre alul maradt nyugati kortársaival szemben. Ennek okai részben a NATO tagállamok típussal szembeni felkészültségében és technikai, anyagi lehetőségeikben keresendőek: a fejlettebb fegyverrendszereket, avionikákat alkalmazó többcélú vadászgépek nagyobb létszámban bevetve kevés esélyt adtak a MiG–29-et alkalmazó országoknak a típusban rejlő képességek kihasználására.

### Légi győzelmek
A típusnak jelenleg 10 darab igazolt légi győzelme van, és egy pilóta nélküli repülőgép feletti.
- A típus első „légi győzelmét” – ami gyakorlatilag egy légi baleset – az irak–iráni háborúban aratta az 1980-as évek második felében. Egy iraki pilóta „baráti tűzzel” lelőtte egyik pilótatársát, aki szintén ezzel a típussal repült.
- A szovjet–afgán háborúban egy afgán Szu–20 esett áldozatul az egyik szovjet MiG–29-esnek. Az eset manőverező légiharcban történt Kabul térségében.
- 1996. február 24-én három fegyvertelen civil repülőgép, amik a „Testvérek a mentésért” (Brothers to the Rescue) nevű szervezeté voltak, Florida felől közelítették meg a kubai partokat. A rájuk emelt MiG–29UB és MiG–23UB géppárból délután fél négy előtt a MiG–29UB-t vezető Alberto Perez Perez alezredes a Kuba előtti nemzetközi légtérben lelőtt két Cessna 337 típusú gépet, a harmadik kétmotoros gépnek sikerült elmenekülnie a helyszínről.[101][102]
- Etióp-eritreai háború:
  - 1999. február 25-én egy eritreai MiG–29 lelőtt egy etióp MiG–23BN-t.
  - Egy nappal később, február 26-án eritreai Fulcrum-ok lelőttek 2 darab etióp MiG–21-est.
  - 2000. május 15-én egy eritreai Fulcrum lelőtt egy etióp Szu–25-öst (talán Szu–25UBK?).
  - Három nappal később, május 18-án újra eritreai Fulcrum-ok lettek eredményesek 2 darab etióp MiG–21-es felett. Az egyiket 2 darab R–27R-rel, a másikat pedig 30 mm-es gépágyúval lőtték le.
- A 2008 augusztusában lezajlott orosz–grúz háborúban egy orosz MiG–29 lelőtt egy grúz pilóta nélküli repülőgépet. Az UAV folyamatosan közvetítette kamerájával a lelövést.

### Veszteségek

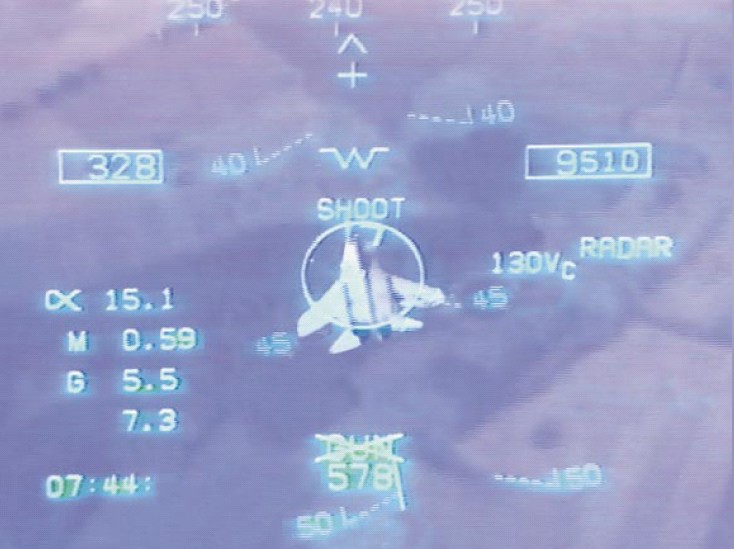
A német JG 73 MiG–29-ese gyakorló légi harcban, egy, mögötte indítási helyzetben lévő F/A–18 Hornet HUD-ján keresztül nézve

A típusból jelenleg négy ország légierejének összesen húsz MiG–29-esét lőtték le ellenfelei saját lelövés nélkül.

#### Szíria
- Az izraeli–szír határkonfliktusokban eddig összesen négy MiG–29 került veszteséglistára.
  - 1989. június 2-án az Izraeli Légierő 106. századának két F–15C-je lelőtte a Szíriai Légierő 697. századának két MiG–29A-ját. A zsidó légierőnek ez volt az első MiG–29-esek elleni légi győzelme.[103]
  - 2001. szeptember 14-én egy a nemzetközi légtérben repülő izraeli EC 707 SIGINT repülőgépre emelt szír MiG–29 géppárt lelőtte a riasztott 106. század két F–15C-je. Mindkét szír pilóta sikeresen katapultált.[104]

#### Irak
- Az Öbölháború alatt 5 darab Fulcrum esett az USAF vadászpilótáinak áldozatul. 4 darabot F–15C-k, 1 darabot F–16C lőtt le:[105]
  - 1991. január 17-én John K. "J.B." Kelk százados F–15C gépének (sorozatszám: 85–0125) egyik AIM–7 Sparrow rakétájával lelőtt egy iraki MiG–29-est Mudaysis közelében, helyi idő szerint 3:10-kor. Ez volt a koalíció első légiharc győzelme a „Sivatagi Vihar” hadművelet alatt. Kelk az Eglin honi bázisú 33. harcászati vadászezred 58. harcászati vadászszázadának pilótája volt (33rd TFW/58th TFS).[106][107][108]
  - 1991. január 17-én(?) a Sivatagi Vihar hadművelet alatt, éjfél után Dagger százados F–15C gépével egy iraki MiG–29-est lőtt le Takuadum reptértől délre.[109]
  - 1991. január 19-én Ceasar A. "Rico" Rodriguez százados F–15C gépével (sorozatszám: 85–0114) szemtanúja volt egy iraki Fulcrum földbecsapódásának. Az eset manőverező légiharcban történt, amikor az iraki pilóta a split-s manőver közben túl sok magasságot vesztett és már nem tudta felvenni MiG–29-es vadászgépét. Állítólag katapultált, állapota azóta sem ismert. Egység: 33rd TFW/58th TFS.[110] forrás: https://en.wikipedia.org/wiki/Air_engagements_of_the_Gulf_War#19_January_1991
- 1993. január 17-én Észak-Irak felett egy amerikai F–16C lelőtt egy iraki MiG–23BN-t. forrás: https://en.wikipedia.org/wiki/Air_engagements_of_the_Gulf_War#17_January_1993 (ezt szerintem csak elírta az előző szerkesztő, sehol nem találtam 1993. január 17-én lelőtt MiG–29-est.)

#### Jugoszlávia

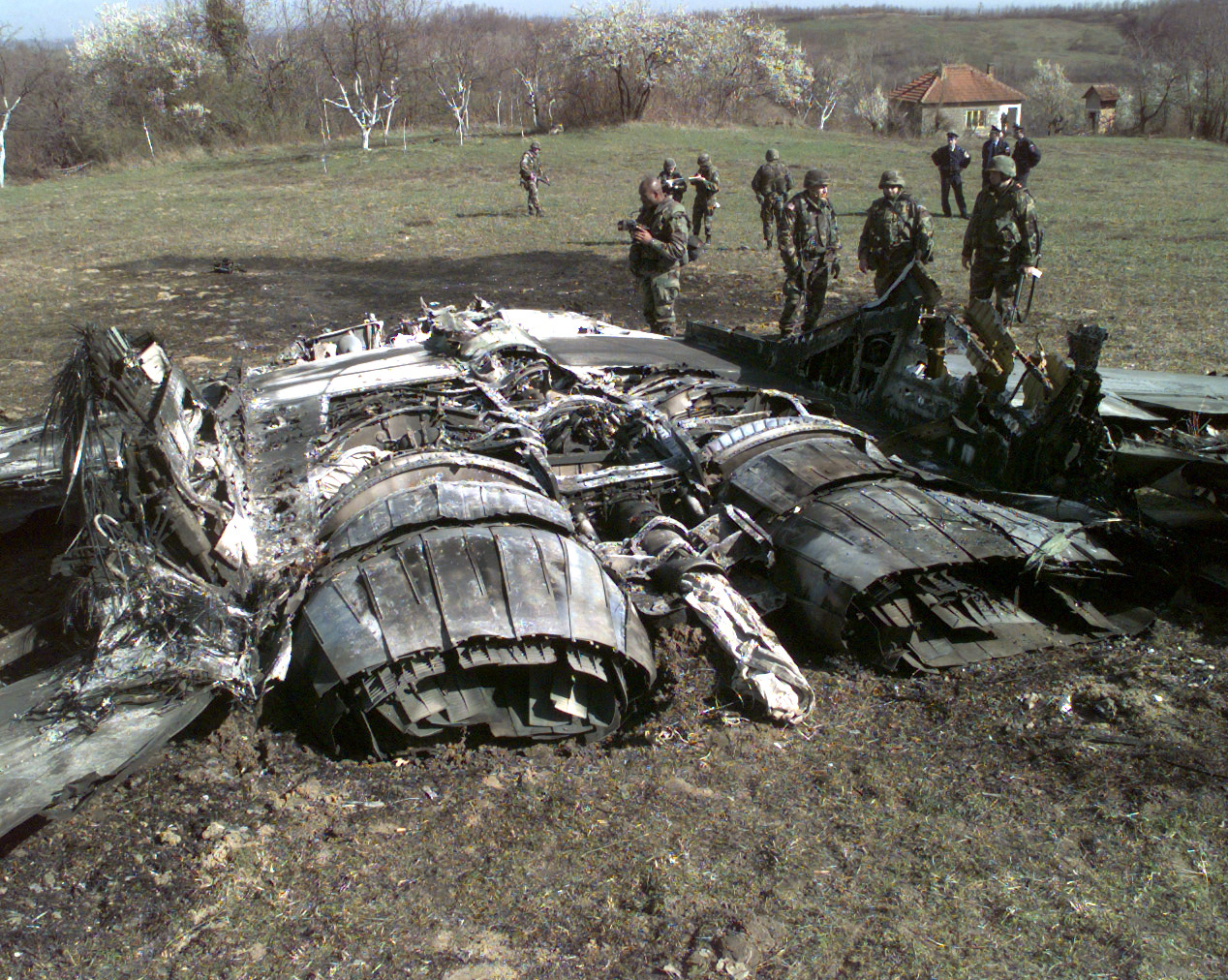
Boszniában lelőtt MiG-29 Fulcrum roncsa Ugljevik város közelében (1999. március 27.)

- Az Allied Force hadműveletben megsemmisült jugoszláv gépek:[111] lelövés: 18112, 18111, 18106; 18114, 18113; 18109, baleset: 18110; bombázás: 18103, 18104, 18107, 18302.
  - 1999. március 24-én Jugoszlávia felett lelőtték a jugoszláv légierő első Fulcrum-géppárját. Az egyiket (sorozatszám: 18112) Iljo Azrinov őrnagy vezette, a másikat (sorozatszám: 18111) Nebojša Nikolić vezette. Előbbit Pristina közelében, utóbbit Titel közelében lőtték le. Slatina Légibázisról szálltak fel. A két gépet a 48. vadászezred 439. vadászszázadának két F–15C-je lőtte le (honi bázis: RAF Lakenheath). Még ugyanezen a napon a 18106-os sorozatszámú gépet Kruševac közelében találták el AMRAAM légiharc-rakétával.[112] Pilótája Predrag Milutinović őrnagy volt, aki az ACIG.org forrás szerint katapultált a gépből, a gép lezuhant. A gépet a Holland Légierő egyik F–16AM-je találta el.
  - 1999. április 26-án[113] a 18114-es és a 18113-as sorozatszámú gépek batajnicai légi támaszpontról szálltak fel egy nagy magasságban repülő Északnyugat-Szerbia fölött felderítő bevetést teljesítő NATO-gép elfogására (valőszínűleg egy Mirage IV volt). Előbbi gépet Slobodan Perić őrnagy, utóbbit Zoran Radoslavljević százados(?Capt. 1st Class) vezette. Az első gépet Bjeljina közelében lőtték le, Perić katapultált, míg a másikat Valjevo közelében, Radoslavljević a gépben halt meg.
  - 1999. május 4-én Milenko Pavlovic gépét lelőtte két amerikai F–16C. A zuhanó gépre a jugoszláv légvédelem is indított Sztrela-2 rakétát, azonban a NATO a 78. vadászszázad pilótájának igazolta a lelövést. Pavlovic a gépében halt meg.[114] Neki tulajdonítják az állítólagos F–16-os amerikai vadászgép lelövését is.[forrás?]
  - 1999. május 14-én Užice-Ponikve repülőtér közelében légibaleset miatt lezuhant a 18110-es sorozatszámú MiG–29, Slobodan Tešanović őrnagy vezette.
  - Továbbá bombatámadások áldozatai lettek a 18103-as, a 18104-es (május 11.), a 18107-es és a 18302-es sorozatszámú gépek. A 16 darab gépből mindössze 5 darab élte túl a NATO-akciókat.[115]

#### Eritreia
- Az 1999–2000-ben Etiópia és Eritrea között lezajlott háborúban 5 darab, ukrán zsoldospilóták által vezetett Fulcrum-ot lőttek le Szu–27 típusú gépek, amiket orosz zsoldospilóták repültek:
  - 1999. február 26-án egy etiópiai Szu–27SZ lelőtt egy eritreai MiG–29UB-t.
  - 1999. március 18-án két etióp Flanker lelőtt két eritreai Fulcrumot két-két R–27R-rel, manőverező légiharcban.
  - 2000. május 16-án ismét egy etióp Flanker volt eredményes egy eritreai Fulcrum felett, 2 darab R–27R-el olyan súlyosan megrongálta, hogy az kényszerleszállás során lezuhant az aszmarai reptér előtt.
  - Két nappal később, május 18-án a két megtámadott etióp Fishbed segítésére érkező két etióp Flanker légiharcba bocsátkozott az eritreai Fulcrumokkal. Az egyik összeütközött egy afrikai ölyvvel (African Buzzard) és hazafordult, de a másik R–73-mal lelőtte az egyik eritreai Fulcrumot. Későbbi légi-incidensek alatt lelövés nem történt, viszont a felek elhasználták összes légiharc-rakétáikat.[116]

## Kiállított példányok
- Szolnoki Reptár : 1 darab épp 05-ös sorszámú Mig-29-es repülőgép (fegyvezet nélkül)[117]
- MiG–29B "05" - a Szolnoki Reptár Múzeumban

### Bibliográfia
Monográfiák
- Bašný, Jiří, Jiří Brázda–Michal Ovčáčík–Karel Susa. MiG-29 (cseh–angol nyelven). 4+ Publication (1995). ISBN 80-900708-7-6
- Vándor, Károly. A szovjet légierő Magyarországon és Ausztriában, 2. átdolgozott kiadás (magyar–angol nyelven), VVP Edition (2004). ISBN 963-217-380-5
- Stapfer, Hans-Heiri. MiG-29 Fulcrum (angol nyelven). Squadron/Signal Publications, Aircraft in Action No.112 (1991). ISBN 0-89747-257-8

Folyóirat-cikkek
- A Haditechnika folyóirat cikkei:
  - Markovszkij, Viktor, Varsányi Mihály (ford.). Nyomtalanul eltűnt. Haditechnika 2002 (2), 33–35. o.
- A World Air Power Journal folyóirat cikkei:
  -  (1991. tavasz) Focus Aircraft: Mikoyan MiG-29 'Fulcrum'. World Air Power Journal 1991 (4), 44–91. o.
  -  (1991. nyár) Focus Aircraft: F-16 Fighting Falcon. World Air Power Journal 1991 (5), 88. o.
  -  (1992. nyár) Focus Aircraft: F-15 Eagle. Air Superiority-guaranteed. World Air Power Journal 1992 (9), 59. o.
- A Top Gun folyóirat cikkei:
  - Szemtől szembe – MiG–29 Fulcrum. In: Top Gun 1991/5., 30–35. o.
  - Gál József: A Fulcrum–sztori. In: Top Gun 1993/10., 13–19. o.
  - Karmazsin Sándor ezr.: A hazatérés 17. pillanata. In: Top Gun 1994/5., 8–9. o.
  - Kővári László: MiG–29-esek Magyarországon – Egy utószó, melyből előszó lett. In: Top Gun 1993/7., 14–17. o.
  - Kővári László: MiG–történelem. In: Top Gun 1994/4., 14–20. o.
  - Kővári László: MiG–29-es modernizálás német módra. In: Top Gun 1998/10., 10–13. o. – a MiG–29G/GT-k története
  - Sebők János–Tőrös István: Megjönnek a fiúk. In: Top Gun 1993/10., 6–12. o.
  - Tőrös István: …De nehéz az iskolatáska!…. In: Top Gun 1993/11., 30–34. o.
  - Tőrös István: Elmúltak az ünnepek…. In: Top Gun 1994/5., 3–7. o.
  - Tőrös István: Végső visszaszámlálás, avagy minek Trabantba színes display?. In: Top Gun 1994/5, 16–20. o.
- Az Aranysas folyóirat cikkei:
  - Kárpáti Endre Túlélőkészlet – A fény az alagút végén?. In Aranysas 2008/1., 42–45. o.
  - Kővári László A flotta szárnyai – MiG–29K/Kub, a Vörös Hornet. In Aranysas 2007/12., 16–20. o.
  - Kővári László Az elfelezett családi ezüst – Megújultak a szlovák Tigrisek. In Aranysas 2008/1. 10–13. o.